# 秘密戦隊ゴレンジャー
『秘密戦隊ゴレンジャー』（ひみつせんたいゴレンジャー）は、1975年4月5日から1977年3月26日まで、NET系列で毎週土曜19時30分から20時に全84話が放送された、NET（現在のテレビ朝日）・東映制作の特撮テレビドラマ、および作中に登場するヒーローチームの名称。

## 概要
「スーパー戦隊シリーズ」第1作目として扱われている。他方、シリーズ初期には、本作品と『ジャッカー電撃隊』はシリーズに含まないという見解もあった。
変身ヒーロー作品に「戦隊」という図式を取り入れたうえ、ヒーロー5人が最初から登場するという設定が子供たちの大きな人気を集め、結果的に最高視聴率は22%、放映話数も全84話という記録を打ち立てた。再放送を含めて、2年間という放送期間はスーパー戦隊シリーズの最長記録となっており、未だにその記録は破られていない。人気を支えた理由としては、第1話の時点で5人のキャラクターを明確にしたことや、ハードなスパイアクションからギャグ、次回予告にも使われたなぞなぞネタといった、あらゆる娯楽的要素を盛り込んでいたことなどが挙げられる。
集団変身ヒーローの嚆矢としては、テレビアニメでは1972年の『科学忍者隊ガッチャマン』、実写作品でも同年に制作された『トリプルファイター』がすでに存在していたが、一部書籍では本作品が「実写では本邦初」と説明されている。
主題歌「進め!ゴレンジャー/秘密戦隊ゴレンジャー」のシングルレコードは、番組のヒットにも乗ってミリオンセラー（資料によっては42万枚）を記録した。また、後述のゴレンジャーマシーンなどを商品化したポピニカ商材は、年間46億円以上の売り上げを記録した。
本作品は石森により、スパイアクション漫画作品として『週刊少年サンデー』などの少年漫画誌でも連載されていたが、テレビ版のタッチがコメディ路線に移行していくにつれ、途中からギャグ漫画に180度方向転換し、漫画のタイトルもジャンル変更にともない『週刊少年サンデー』のみ『ひみつ戦隊ゴレンジャーごっこ』に改題された。石森は本作品について「まんがよりもテレビでこそいきる」作品であると述べている。
「ドラマや敵の怪人をコミカルに描く」というコンセプトは、本作品で美術全般を担当したエキス・プロダクションの前沢範が企画会議で石森に「舞台のショーで見られるような、コミカルで楽しいものにしましょう」と提案し、採用された。視聴率は20%を超えるまでになり、吉川進プロデューサーが女子大生のファングループから訪問を受けるなど、性別や年齢を問わない幅広い層から支持を集めた。
本作品では、山陰地方（第38話・第39話・第41話）や愛媛県松山市近辺（第60話）などで、本格的な地方ロケを行っている。

### 脚本
メインライターは、上原正三が同じ石森原作である『がんばれ!!ロボコン』と並行して担当。上原はコメディ路線へ作風が変化した理由について、俳優のイメージに引きずられた点と、『ロボコン』との相乗効果が生じた点、沖縄出身である自身の陽気で楽天的な資質などを挙げている。後年、スーパー戦隊シリーズ9作品のメインライターを務めることとなる曽田博久も、本作品よりすでにサブライターとして参加しており、『激走戦隊カーレンジャー』まで、20年間にわたってスーパー戦隊シリーズの脚本に携わることとなる。

### アクション
アクション面では、仮面ライダーシリーズと異なる集団戦の描写が取り入れられ、ワンフレームで全員が戦う広域カットと個々の戦いを組み合わせることなどにより演出の幅が広がったとされる。また、集団戦に加え各ヒーローが皆異なる武器を持っていることも仮面ライダーシリーズと異なる特長であり、肉弾戦と武器の描写を織り交ぜることで、戦いの流れに変化をつけている。

### メカニック要素と音響効果
本作品では後年の『バトルフィーバーJ』以降で採用される巨大ロボットこそ登場しなかったものの、ミニチュア特撮による大型メカの活躍場面が用意されているのも特徴である。東映プロデューサーの吉川進は、当時ロボットが子供たちの人気を集めていたことから、メカニックの要素は軽視できなかったことを述べている。このニュアンスは劇中の効果音にも取り入れられ、ヒーローたちのアクションに合わせてシンセサイザーやテープ変調を使った「アニメ的」なサウンドを響かせる。この路線は以後の戦隊ヒーローにも引き継がれ、「ドラマ的」な効果音を使った仮面ライダーシリーズとは異なる特徴となった。効果音にはアニメ畑で活躍していた松田昭彦（石田サウンドプロダクション）が起用され、シンセサイザーはアープ2600が使用された。

## 制作経緯
NET（現在のテレビ朝日）では本作品の放送前、土曜19時台後半より在阪準キー局・毎日放送制作の『仮面ライダーアマゾン』を放送していた。しかし1975年春（3月31日）より「腸捻転」解消によるネットチェンジが実施され、毎日放送はTBS系列に変更となり、その影響で「仮面ライダーシリーズ」の放映権もTBS系列に異動となった。背景には当時のテレビ局と新聞社の統合系列化というマスコミの大変革があった。
『仮面ライダーX』での「メカニック・ヒーロー」への挑戦や『仮面ライダーアマゾン』の「本格的怪奇アクションドラマ」への回帰は成功したとはいえなかったが、それでもNETとしては「仮面ライダーシリーズ」という有力コンテンツを失う危機感は少なからずあった。その穴を埋めるべく東映テレビ事業部本部長の渡邊亮徳は『仮面ライダーストロンガー』制作時に毎日放送に却下されていた「『スパイ大作戦』を参考にした複数の専門家が集まったヒーローチーム」という「5人ライダー」の案件を再検討し、新番組に採り入れることを決定した。また、「5人」とした理由について、企画に参加していた石森プロの加藤昇は『サイボーグ009』のような9人では実写で描写するには多すぎ、同時期に3人ヒーローである『アクマイザー3』の企画が進行していたことを理由に挙げており、東映テレビ事業部部長の渡邊亮徳は7人では多すぎ、3人では少なすぎ、4人では縁起が悪く、5人が収まりが良かったとしている。原作者の石森章太郎は、集団で戦うイメージソースとして自身の作品『少年同盟』も挙げている。
石森は「5人のヒーロー集団」という設定から複雑なデザインは避け、一目でわかるシンプルなヒーロー像を設定した。カラーテレビの時代を反映させ、かつての『仮面の忍者 赤影』（関西テレビ放送）と同様、「色」で個性を強調することとした。強化服を纏うという設定は、既存の作品に見られる改造人間・ロボット・宇宙人などとの差別化から生み出された。石森はこの設定について「007シリーズ」などのスパイものの小道具を全身にまとったイメージと述べている。企画書では、敵味方ともに仮面の集団であることを作品のポイントとしており、仮面という古典的要素と現代的なメカ要素を組み合わせることによる劇画的な雰囲気を強調することが狙いであるとしている。

### 題名案の変遷
番組のコンセプトはスムーズに決定したが、ネーミングについては難航した。
当初のタイトル案は『レッド・1』というものであり、各メンバーの名もレッドマスクなどと仮称されていた。その後に考案されたのが『ファイブレンジャー』で、メンバーの名称もレッドレンジャーなどとするものだった。
しかし、この『ファイブレンジャー』は「理屈っぽい」として渡邊に却下され、次に出た『ガッツレンジャー』も却下された後、最終的に「5人レンジャー」の「人」を取って「5レンジャー」の名前が考案され、これにOKを出した渡邊によって片仮名の『ゴレンジャー』に決定した。
これに伴い、メンバーの名称も渡邊によって日本語に直された。「モモレンジャー」については、当時「ピンク」という単語に「ピンク映画」「ピンク産業」などとエロチックな用法が多かったため、「ピンクレンジャーでは子供向け番組には刺激が強い」と判断し、渡邊が「果物のモモ、ハートのモモ、ふっくらした女性のモモが、ちょっと不良っぽくていい」と「モモレンジャー」に決定した。平山は、小牧リサの太ももから「モモレンジャー」を発想したと証言している。その後、2015年に『手裏剣戦隊ニンニンジャー』が制作されるまで、各ヒーローの色名に日本語が使われた戦隊は、シリーズ中本作品のみであった。

## あらすじ
世界征服を企み、国際的に暗躍する黒十字軍。彼らの侵攻を食い止めるべく、国連はイーグルという国際的平和組織の秘密防衛機構を設立、スイス・ジュネーヴに本拠地を置き、全世界に各10ブロックのガードサークルを配置して黒十字軍に対抗していた。ある日、黒十字軍は日本ブロックに焦点を絞って総攻撃を仕掛け、全国の各支部（北海道・東北・関東・関西・九州）は壊滅する。
しかし、各支部に1名ずつ奇跡的に生き残った者がいた。関東支部の海城分隊長の弟で、秘密工作のスペシャリスト海城 剛、東北支部の分隊長新命 明、九州支部の精密技術班員大岩 大太、北海道支部の化学分析班員ペギー 松山、そして関西支部の新米隊員明日香 健二である。イーグル日本ブロックの最高指揮官である江戸川権八は、彼ら5名を新宿の秘密基地に呼び寄せた。
ここに、イーグル日本ブロックが黒十字軍に逆襲するために創設した特別部隊ゴレンジャーの戦いが始まった。

## 登場人物

### 秘密戦隊ゴレンジャー

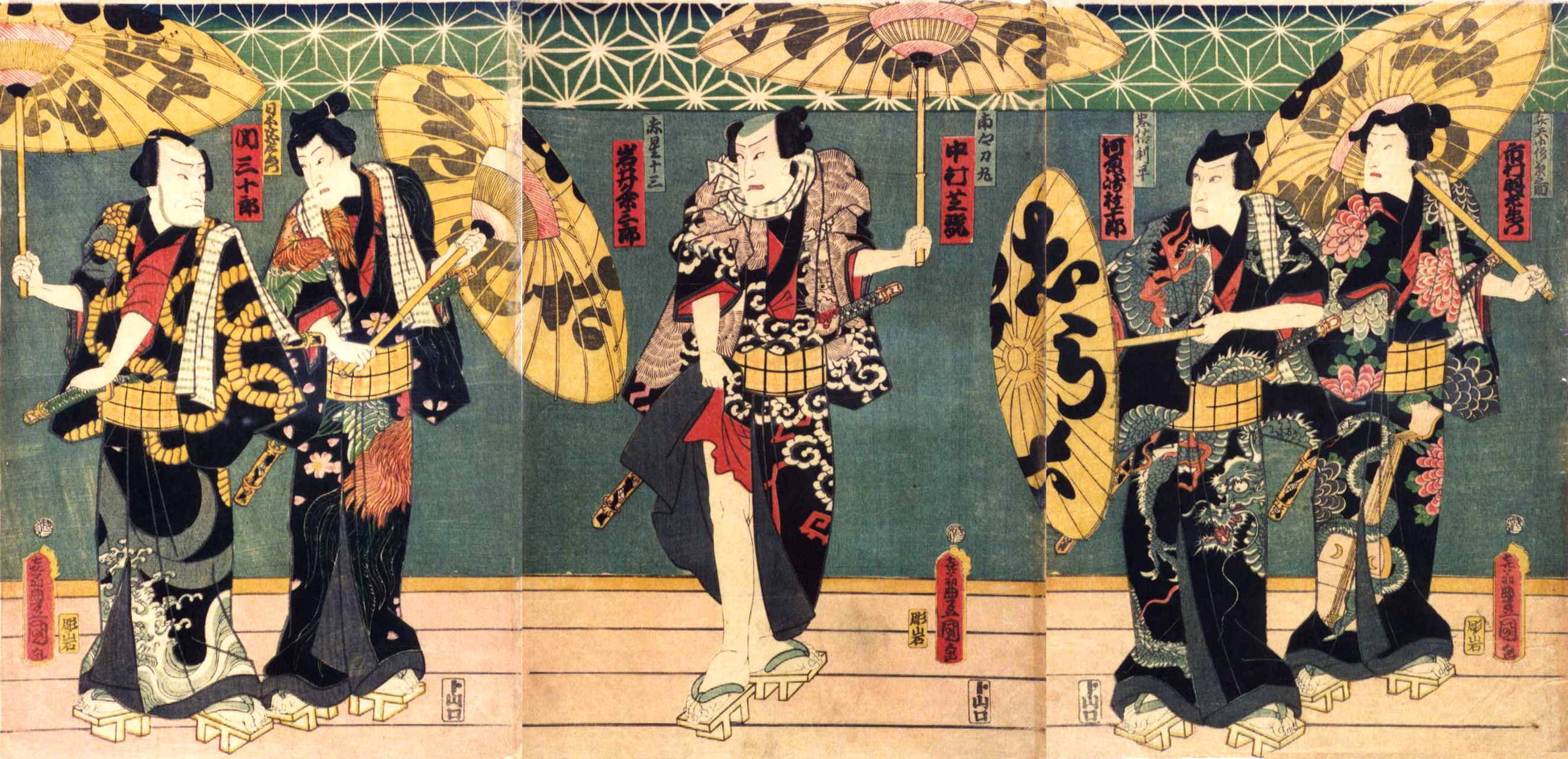
歌舞伎の『白浪五人男』が「5人揃ってゴレンジャー」の名乗りポーズの原典である。

国連が人類を守るために設立した国際秘密防衛機構イーグル（Earth Guard League）の日本ブロックに属する精鋭部隊。作中では単に「ゴレンジャー」と呼称され、「秘密戦隊」のネーミングは作品タイトルや主題歌の歌詞に用いられるのみに留まっている。
黒十字軍の襲撃により壊滅的打撃を受けたイーグル日本ブロック各支部の生き残り隊員が、江戸川権八総司令の指揮下でレンジャー訓練を受け、地球の平和を守るために黒十字軍と戦う特殊部隊ゴレンジャーとなった。正規メンバーは5人であるが、熊野大五郎のようにイーグル内で選抜されたゴレンジャー予備隊員も存在する。
ゴレンジャーの正体は一般には秘匿されているが、第4話の時点で素顔の写真と詳細なプロフィールが黒十字軍の手に渡っており、怪人がスナック「ゴン」にやって来た際には姿を隠すなどして秘密を守っていた。
ゴレンジャーのメンバーは2代目キレンジャーを含め以下の6人。当初のメンバー5人の本名である海城（かいじょう）、新命（しんめい）、大岩（おおいわ）、ペギー、明日香（あすか）の頭文字を繋げると「カシオペア」となり、これはクライマックスへ向けての重要な伏線となっている（後述）。
集合時の名乗りは、「5人揃って、ゴレンジャー!」。大野剣友会の振付による、勢ぞろいした5人が右の掌を前に掲げる決めポーズは、殺陣師の高橋一俊が歌舞伎の『白浪五人男』から採ったものである。またアクションの時には各員が「トイヤー！」というかけ声をかける。
海城 剛（）
ゴレンジャーのリーダーで、イーグル関東支部の生き残り。4月4日生まれの24歳。一人称は「俺」。
イーグル秘密工作班出身である秘密工作のスペシャリストで、優れた決断力と統率力を持つ義理人情に厚い熱血漢。次第に指揮官としての冷静さと貫禄を身につけていき、時には大人の余裕も見せるようになる。またユーモアのセンスに富み、仲間内での会話では軽妙な遣り取りを交わすことが多く、仮面怪人に対しても巧みなレトリックを弄して煙に巻くケースが見受けられる。正々堂々とした立ち振る舞いを好み、状況によっては敵にも情けをかける一方、騙し討ちなどの卑怯な手段を使う者に対しては激しい怒りを見せる。変装術、格闘術、オートバイの運転などにも長けている。
第1話の冒頭でイーグル関東支部が黒十字軍の襲撃を受けた際、黄金仮面に分隊長である兄を殺されている。これ以外の親族は第12話で「俺の姉は黒十字軍に殺された」と剛本人が述べている。
- 初期に着用していた白いスーツは誠の要望により作られたが、撮影初日に着用した誠はイメージと異なっていたと述べている。
- 海城役には次作『ジャッカー電撃隊』で桜井五郎/スペードエース役を演じた丹波義隆も候補に挙がっていた。

アカレンジャー
海城剛が変身する赤い戦士。
格闘能力と指揮能力に秀でており、総合能力ではアオに分があるものの、見事なリーダーシップでメンバーの危機を救ったこともたびたびあった。海城はかつてイーグル内のサッカー部でエースストライカーだったため、ゴレンジャーストーム/ゴレンジャーハリケーンではフィニッシュのキッカーを務める。
設定ではアカのマスクはプロトタイプで、これを基に他のメンバーのマスクが開発された。
- 岡田勝によると、変身後のアカは、新堀和男が一人で演じた。新堀と海城役の誠直也は現場で打ち合わせを何度も行い、誠は新堀が演じたアカに対して「背は高く恰好が良かったので全然心配していなかった」と述べており、殺陣担当が変更されて新堀がアカレンジャーを降板した際には、「あのふてぶてしい感じは俺に合ってるから、アカレンジャーはやっぱり新堀さんのほうがいいな」と漏らした。
- 誠によれば、新堀は他のメンバーよりコンマ数秒遅く立ち回りを行っており、リーダーとしてのスケール感を表現しているという。また、アカの特徴である重心を落としたガニ股の走りは、ラグビー経験のある誠の走りを真似たものである。
- 造形を担当したエキス・プロダクションの前澤範は、アカを他の4人より目立つようにしようという考えからブーツを白い400ミリメートルのものにするなどしていたが、制作スケジュールから精神的な余裕はなく深く考えてはいなかったと述べている。

新命 明（）
ゴレンジャーのサブリーダーで、イーグル東北支部の唯一の生き残り。メンバー最年長の25歳。一人称は「俺」。
性格はクールな二枚目。東北支部では射撃などの実戦訓練の指揮官を務めていた分隊長だった。かつてレーサーを目指していたこともあり、メカの操作や各種飛行メカの運転技術に長けており、車輛は言うに及ばず、船舶や航空機も動かせる。人間嫌いでメカを愛するが、子供には優しい一面も持っている。バリブルーン、バリドリーンなどの機長を務めるため、非常緊急出動の要請を受けるまで秘密基地に待機していることが多い。諜報活動などの際は、大岩と行動をともにすることも多い。
一見、気障で斜に構えた冷たい人間のようにみえるが、メンバーを思いやる優しさと敵の罠を見破るクールさを併せ持ったチームワークを大事にする大人の性格であり、アカが不在のときはサブリーダーとして見事な指揮を執ることも多く、メンバーからの信望も厚い。加えて仲間思いであり、メンバーが危機に陥ったときは江戸川総指令の制止を振り切って出撃しようとすることもあった。海城とは意見の相違で対立することもあるが、アイコンタクトで意思の疎通を図れるほど互いを信頼している。ときには感情を露わにして海城に窘められる場面もあった。
普段はテンガロンハットを被ることが多い。白いギターを愛用しており、愛煙家でもある。
- 主演作『仮面ライダーV3』など、既にヒーロー俳優として実績のあった宮内洋がアオに起用された理由のひとつに、当時赤色は「女の子の色」という認識が強く、リーダーのアカが視聴者に受け入れられなかった場合の保険という意味合いもあった。しかし、宮内は当時レギュラー出演していた『刑事くん』（TBS）の撮影などで多忙だったこともあり、「1人のヒーローの下でヘコヘコ働く下っ端なんて嫌です!」と固辞していた。これは、宮内が未だ誰も見ぬ新シリーズ「戦隊ヒーロー」の図式を理解していなかったためであるが、東映サイドはもとより、原作者の石森がどうしても気障でクールなサブリーダーであるアオの配役に宮内を切望し、「アカレンジャーは宮本武蔵、君＝アオレンジャーは佐々木小次郎のイメージでやってくれればいいんだよ」と力説して何とか説得し、5人の個性を生かしたチームヒーローものという図式を理解した宮内は、新命をバリブルーンの機長に据えて別撮りで済むシーンを多くすることによってスケジュールの問題をクリアする目処もついたため、ようやくオファーを受けた。ただし、初期は撮影に参加せず、変身後の声のみの出演となったエピソードもある。そのため制作側も宮内には非常に気を遣い、オープニングの登場順でもアオ＝新命のクレジットを通常の2番目（アカ→アオ→キ→モモ→ミド）ではなく5番目（アカ→キ→モモ→ミド→アオ）にする、宮内の十八番である素顔のスタントアクションを多くこなすなど、番組内の新命のスタンスが主人公である海城と極力同等（それ以上のケースすらある）に近いものになった。

アオレンジャー
新命明が変身する青い戦士。
専用の弓矢ブルーチェリー（ウルトラブルーチェリー）による遠距離攻撃やキック技を得意とする。バリブルーンまたはバリドリーンで駆けつけることも多く、単独での格闘は少ない。
- 変身後のアオは、岡田勝によると中村文弥と中屋敷鉄也が入れ替わりで演じた。中村は主に前期、中屋敷は後期を担当した。

大岩 大太（）
ゴレンジャーのムードメーカーで、イーグル九州支部の唯一の生き残り。23歳。一人称は「おいどん」。ゴレンジャーの男性メンバーの変身前は主に苗字で呼び合っていたが大岩大太は「大ちゃん」と呼ばれている。ただし、第67話でカンキリ仮面との戦いに駆けつけた際はアカから一度だけ名字で呼ばれた。
力自慢でカレー好きの九州男児。九州地方の方言らしき言い回しを用いる。挿入歌によれば10人兄弟らしい。細かいことにはこだわらない性格的には純朴な底抜けのお人好しで、女性や子供にも優しいが、敵にそこを突かれて策略に嵌り捕獲されることも多い。
三枚目だが、江戸川の迂闊な一言から彼の正体がゴレンジャーの総司令であることに真っ先に気付くなど、洞察力に優れており、黒十字軍に捕えられた際、助けに来た仲間に手旗信号やなぞなぞで罠の存在を知らせるなど、機転も利く。戦闘時は得意な柔道を駆使して相手を投げ飛ばす、また自身の怪力や頭突きなどを武器とした格闘戦を挑むことが多い。その一方で、精密技術班員だったこともあり、精密機器や通信関係のスペシャリストという理知的な側面を併せ持ち、相手を撹乱する作戦にも力を発揮する。
カレーライスに関しては目がなく、黒十字軍が用意したカレーでさえも我慢できずに食べてしまう。カレーは大岩をおびき出すエサによく使われるが、一服盛られることは少なく、第9話で痺れ薬入り、第36話で睡眠薬入りのカレーを食べてしまったぐらいだった。また、江戸川総司令がスナック「ゴン」のマスターとしてカレー教室を開いた際には、受講者の作ったカレーを大量に食べていた。「ゴン」では必ず大盛りカレーを注文し、多いときは一度に4杯を注文して綺麗に平らげていた。それらは、黒十字軍の起こした事件で急遽出動するなどの止むを得ない事情があったとはいえ、ほとんどツケであり、マスターの江戸川からは第3話という早い時期から代金を払えとボヤかれていた。
第55話で急遽九州支部の教官に栄転するが、第67話で2代目キレンジャー大五郎の殉職を知り、キレンジャーに再任する。
なぞなぞは苦手なようで、太郎や明日香になぞなぞを出されると「何じゃらホイ?」と九官鳥のゴンや他の人に振って、いつもゴンに馬鹿にされている。
- 演じた畠山麦は、石森に師事していた漫画家すがやみつるの友人であることが縁で起用された。

熊野 大五郎（）
第55話から第67話に登場。元はイーグルのゴレンジャー予備隊員だったが、大岩が古巣の九州支部教官に栄転したため、成績優秀者の大五郎が2代目キレンジャーに昇格した。一人称は「俺」。大岩大太の呼び名「大ちゃん」は熊野にも受け継がれるが、海城と新命からは「大五郎」と名前で呼ばれることもあった。
カレーが大好物の大岩とは異なり、ナポリタンやあんみつなどの甘いものを好む大の甘党で、釣りを趣味とする。相撲が得意な肉弾派で猪突猛進気味の性格。しかしそれが仇となり、第67話で自らの不注意によって細菌兵器カビカXをカンキリ仮面に奪われ、これを原因とするパトカーの交通事故で太郎が怪我をしたことに責任を感じ、名誉挽回をかけて1人で戦うもカンキリ仮面が放ったカンキリカッターが腹部に刺さり戦死した。
- この大岩交代および復帰劇は、大岩役の畠山が、映画『沖縄やくざ戦争』の競演が縁で松方弘樹から指名されて、松方主演のドラマ『あがり一丁!』（日本テレビ）で主人公の弟分の板前、純役でレギュラー出演することになり、急遽ピンチヒッターが必要になったためである。このため、初登場となった第55話のオープニングでは畠山の映像に熊野大五郎/だるま二郎の名をテロップする形となっており、だるまの映像を用いた新オープニングへの差し替えは第56話からとなっている。

キレンジャー
大岩大太または熊野大五郎が変身する黄色の戦士。
初代・2代目ともに怪力を生かした肉弾戦を得意としている。
- キレンジャーのマスクは、エキスプロの前澤によると畠山の容貌に合わせて丸く作られたとのことである。

ペギー 松山（）
ゴレンジャーの紅一点で、イーグル北海道支部の唯一の生き残り。18歳。一人称は「私」。
化学分析班員であったため、爆弾開発のスペシャリストで、変装と化学分析、爆弾処理が得意。非常に落ち着いた性格で、明日香の抑え役に廻ることもたびたびある。女性ながら格闘能力も一般イーグル隊員を凌駕しており、空手の有段者でもある。他に能なども嗜んでいる。
父がスイス人、母が日本人のハーフであり、挿入歌では弟の存在が語られている。恋仲だった北海道支部時代の上官、醍醐次郎は支部壊滅の際に戦死した。
服装はベストとホットパンツに白いブーツを着用していることが多い。香水はシャネルの五番。髪型はロングヘアーだが、第4話で変装の際、ショートヘアーのかつらを着用したことがある。
映画『ジャッカー電撃隊VSゴレンジャー』ではゴレンジャーのメンバーでは唯一変身前の姿でも登場。
- 役名は歌手のペギー葉山を捩った名前である。なお「松山」という名前も葉山の代表曲「南国土佐を後にして」の舞台である高知県の隣、愛媛県の県庁所在地「松山市」に引っかけたお遊びである。

モモレンジャー
ペギー松山が変身する桃色の戦士。
爆発物の扱いに長けており、イヤリング爆弾のほか、ゴレンジャーストーム/ゴレンジャーハリケーンの使用時は自らが開発したボール爆弾のセッティングも務める。また、手刀やキックによる攻撃も得意とする。
- 岡田勝によると、変身後のモモは小沢章治がメインで演じた。

明日香 健二（）
イーグル関西支部の生き残りの新人隊員で、メンバー最年少の17歳。一人称は「僕」または「俺」。
ゴレンジャーの中ではマスコットキャラクター的な存在で、動物や自然をこよなく愛する。黒十字軍によるイーグル支部襲撃の際、他の4人は攻撃に巻き込まれ負傷しているが、明日香だけは支部施設の屋上にある鳩小屋で鳩の世話をしていたため毒ガス攻撃を免れており、直接の被害は受けていない。
若さゆえに血気盛んな面が強い。その性格ゆえか新命からは「坊や」と呼ばれることも多い。
そのことが気に障ったのか、前期は新命に対して呼び捨て呼称、タメ口で会話していたが、後期になると　新命さん　と呼び、気さくに会話するようになった。
挿入歌によるとなぞなぞが得意なようで、作中でも時々大岩になぞなぞを出している。
- 当初キャスティングされたのは、新人歌手の岸明彦で、撮影会では彼が明日香役として参加しているが、クランクイン直後に降板したために、急遽伊藤幸雄がその代役を務めることになった。岸が降板したために第1話の撮影は「通常の倍の時間がかかった」と監督の竹本弘一は回想している。

ミドレンジャー
明日香健二が変身する緑色の戦士。
格闘能力は高く、軽い身のこなしで持ち味のスピードを駆使して遠近用万能武器ミドメランを使って戦う。
- 岡田勝によると、変身後のミドは湯川泰男がメインで演じた。

### ゴレンジャーのサポートメンバー
江戸川 権八（）
イーグル日本ブロック総司令官であり、ゴレンジャーの創設者。普段は新宿駅付近にあるスナック ゴンのマスターに扮している。
当初はゴレンジャーの面々にも正体を隠し、声のみで指令を下していた。しかし、第2話でマスターの姿のまま大岩を「キ」とうっかり呼んだため、大岩に正体を勘付かれてしまう。結局、第3話ではマスターの姿でゴレンジャーに命令することになってしまい、以後はゴレンジャールームにも姿を見せて直接命令を下すようになった。
戦闘訓練や操縦訓練も受けており、「ゴン」で暴れる黒十字軍の攻撃をかわしたことがある他、第20話ではバリブルーンを操縦する場面がある。
料理人としての腕も確かで、得意料理はカレー。第37話では料理教室（カレーの作り方）なども開いている。
詰将棋などを趣味としており、それを参考に作戦を考えたこともある。
- 企画書（第2稿）での名称は大前田権八であった。

イーグル連絡員
007 / 加藤 陽子（）
イーグル連絡員の中では最も長期に渡って活動した。普段はスナック ゴン → フルーツパーラー ゴンのウェイトレスに扮している。主にゴレンジャーのサポート活動が中心で、第37話、第58話ではモモレンジャーに転換することもあった。パイロットとしての訓練も受けており、第66話ではバリドリーン、第47・50・65・67・70・71話ではバリタンクの予備パイロットとして参戦したこともある。
総司令やゴレンジャーメンバーからは通常「007」と呼ばれるが、大岩からは戦闘中であっても「陽子ちゃん」と呼ばれている。大岩のことは他のメンバー同様「大ちゃん」と呼んでいる。
- 企画書（第2稿）では大前田権八の娘大前田陽子という設定であった。
- 演じる鹿沼えりは、小山ゆうえんちでゾルダーに追いかけられて高所から飛び降りるシーンの撮影の際に背中を負傷し、最終回には未出演となった。残っていたアフレコは寝たままの状態で行ったという。

008 / 林 友子（）、009 / 中村 春子（）
イーグル連絡員のメンバー。
その他のイーグル連絡員（各支部隊員・諜報員）
黒のベレー帽に緑の軍服を着用。ゴレンジャーをサポートする他、科学研究員は新武器の開発も行っている。仮面怪人がイーグル各支部を強襲する際に戦死する者が多い。ゾルダーに化け潜入や諜報活動も行うが、大半は見破られて殉職する。見破られる理由の一つとして、イーグルで用意したゾルダーの衣装が本物のゾルダーと材質が異なることがガンマン仮面の言動から示唆されている。特殊探知機を体にかざされ、黒十字軍の正式構成員でないことを見破られた者もいた。基地に潜入する際に合言葉に引っ掛かり処刑装置の串刺しに遭う者、情報を掴んで逃げる際に矢に射られる者、極めつけは毒グモの実験台で白骨化する者まで出し、その任務は過酷を極めた。

### その他
加藤 太郎（）
イーグル連絡員の加藤陽子の弟。よく「ゴン」に遊びに来ている。第3・12・22・27話では黒十字軍の罠に巻き込まれてしまい誘拐されることもあったが、第47・53話などでは大岩に出題するなぞなぞや発言が事件解決のヒントになることもあった。

ゴン
第32話から登場。スナックゴンで飼われている九官鳥。九州弁を話し、人間と会話ができる。大岩をからかっては面白がっている。

## ゴレンジャーの戦力

### 共通装備
ゴレンジャースーツ
5人が着用するイーグル開発の5色の戦闘用特殊強化服。人間の大脳中枢を刺激してその潜在能力を飛躍的に高め、腕に衝撃吸収装置、膝には体温調節器が備わっているので、爆撃などの激しいショックやどんな気温にも耐える。マスクの額部分には番号が書かれており、アカが1、アオが2、キが3、モモが4、ミドが5となっている。また、マスクの後頭部にはそれぞれ番号と同じ数の縦のラインがあり、スーツの胸部分には番号と同じ数のVの字状のラインが施されている。アイマスクには各戦士の個人武器が収納されており、アイマスクのデザイン自体も各々の武器にちなんだものとなっている。ベルトのバックル部分はゴレンジャーのマークとなっており、ベルトの帯部分にはアイマスクと同じ形の飾りがある。
ゴレンジャーの変身プロセスは「転換」と呼ばれる。転換アクションは「ゴー!」というかけ声とともにジャンプして着地する、もしくはその場で回転するだけで完了し、特にアイテムは使用しない。着用する際瞬間的に10万ボルトの高電圧がかかるため、彼らのような訓練を受けたメンバーのみが着用できる。高電圧に耐えるため、転換の際には精神集中が必要である。
- 撮影用スーツはジャージを改造している。マスクはFRP製で、ゴーグル部分は強度の都合から一体成型となっている。シンプルなデザインのため、従来のヒーローマスクのような分割線の筋彫りや噛み合わせなどが設けられなかったが、材質の向上によりパーツを歪ませずに前後での分割が可能となった。
- 1975年1月によみうりランドにて開催された第1回撮影会では材質が異なっていた。マントは、第1回撮影会では石森がデザインした丈が長く、アカレンジャー以外の四人も襟が幅広いもので、ベルトの形状なども異なるものであった。この撮影会でバーディーの実演を行ったところ、火が合成繊維のマントに燃え移ってしまい、すぐに劇中の短いものに変更されたそうである。なお、第2回撮影会は1975年2月に新宿西口公園にて本編スーツを着用したゴレンジャーが、出演俳優および武者仮面を除く第5話までの仮面怪人とともに参加したものが開催されている。

ニューゴレンジャースーツ
第43話で敵にゴレンジャースーツの資料が奪われ苦戦を強いられたため、新たに開発された特殊強化服。スーツの外観や転換プロセスは旧スーツと同様であるが、スペックはアップしている。ただし着用時に発生する電流の電圧も15万ボルトに上がっている。変身解除は「逆変転」と呼ばれ、転換と同様に「ゴー！」の掛け声と共にその場で回転しスーツが脱げる方式になっている。

通信機
ゴレンジャー全員が腕に付けている、ブレスレット型の通信用アイテム。転換後は手袋の内側に装着されている。ゴレンジャー以外の一般のイーグル隊員も着用している。中期以降では携帯式のトランシーバー型通信機も登場する。

キーカード
ゴレンジャー全員が所持しているアイテム。5つ揃えて桃・緑・赤・青・黄の順に並べると、ベルトバックルにもあしらわれているゴレンジャーのシンボルマークになる（赤が中央になっているのはアカがリーダーであるためである）。第1話で、「ゴン」に集合した時点では素顔での面識がなかった5人が互いの正体を確認するために使われたほか、ゴレンジャールームのドアの鍵としても使われている。

バーディー
ゴレンジャー全員のベルトの両腰に付いている小型ロケットブースター。これによりゴレンジャーはジェット推進によって30分間で時速100キロの飛行が可能となり、バリブルーンから飛び降りる際にも使用。横向きに付いており、引き出してノズルを下に向けるだけで点火・ジェット噴射が始まる。

強化ヘルメット
第43話より登場した、転換前のマシン操縦の際に着用される特殊ヘルメット。左右にゴレンジャーのマークがありゴーグル部分には転換する戦士のアイマスク型のマークと番号が付いているのが特徴。防弾能力は折り紙付きで、機関銃で撃たれても弾丸を平然と弾き返す。

### 個人武器・技
アカレンジャー
レッドビュート
アカの個人武器である鞭。敵を縛り付けてゴレンジャースーツから2万ボルトの電撃を叩き込むレッドスパークという技が使える。
ヤリビュート
レッドビュートを変形させた投げ槍。日輪仮面との戦いで初使用。
ドリルビュート
レッドビュートを変形させたドリルで、腕に装着する。第29話で貨物列車の天井を破るために使用。
アミビュート
レッドビュートをネット状に変形させ、捕縛に用いる形態。第39話で岩面仮面戦に使用。

ニューレッドビュート
第43話から登場した、レッドビュートの改造強化版。先端には各種アタッチメントを装着可能。なお、第66話までアカレンジャーは旧武器の「レッドビュート」呼びをしており、第67話から「ニューレッドビュート」と呼ぶようになった。
レッドビュートパンチ
先端に赤い球体を装着し、打撃武器として使用する形態。初登場がこの形態であるため、これがニューレッドビュートの基本形態と誤解されていることが多い。
レッドハンター（別名：レッドハンド、レッドアンカー、レッドアーム）
第44話から登場した、先端にクランプアームを装着し、捕縛や奪取に用いる形態。
エレキビュート
アミビュートに変形させた状態で高圧電流を流し、ゾルダーを一網打尽にする。
レッドビュート6人斬り
ニューレッドビュートを一閃させ、6人のゾルダーを一度に倒す技。

シルバーショット
アカが右腰にさげている麻酔銃。第35話では信号弾を発射していた。
オートコントローラー
レッドスターの小型自動操縦装置。音声とリモコン操作により、レッドスターの無人操縦が可能。第79話でスケート仮面に足を凍りづけにされた際、窮地を脱するために使用。
レッドキック
サッカーで鍛えた脚力を生かしたキック技。変形技の三段跳びレッドキックもある。
レッドパンチ（アカレンジャーパンチ）
アカレンジャーのパンチ技。

アオレンジャー
ブルーチェリー
アオの個人武器である百発百中の精密度を誇る弓。エッジ部分は剣としても使用可能。特殊金属製の矢を射る。第1話では「アーチェリー（アオチェリー）」、第2話では「ブルーアーチェリー」と呼ばれていた。連続撃ちの連続ブルーチェリー、ジェット噴射を用いて矢の飛ぶ方向を変えるスピンシュート（虹仮面に使用）、一本の矢を空中で三本に分裂させるトリプルブルーチェリー（分身した大ナタ仮面に使用）といった技がある。第31話では鉄カン仮面の頭部にリールを取り付け、ゴレンジャーストームを敵の頭に貼り付けるためのリール巻き戻しチェリーを使用した。
チェリーミサイル
ブルーチェリーの矢の先端に、モモの持つ高性能小型爆弾を付けてジェット噴射で威力を増して射る。別名ブルーアローミサイル。主に敵のメカなどを破壊するために使われ、武者仮面のロケット、ドクロ仮面の棺桶、砲丸仮面の砲丸ライナー、第37話で逃げる秘密結社ブラックホールの車、第39話の重力装置を破壊した。オープニングでは最終回まで毎回登場している。
ブルー回転アタック
連続で前転しながら敵に接近し、手にしたブルーチェリーの矢を敵の首筋に突き刺す。砲丸仮面の砲丸ライナーを封じるために使用。

ウルトラブルーチェリー
第43話から登場した、ブルーチェリーの強化版。弓に丸い装甲版が装着され、命中精度や連射性も向上した。射たれた矢を3本に分裂させるウルトラブルーチェリー連続射ちが使える。矢の先端にアタッチメントを装着可能で、陽子の母の形見であるダイヤモンドを付けたダイヤモンドヘッド（体の硬い蛇口仮面に使用）、とりもちブルーチェリー（鉄ワナ仮面に使用）といったバリエーションがある。第72話でアオレンジャーが一度だけ「ニューブルーチェリー」と呼んでいた。第75話ではブルースター運転中のアオに代わって、同乗していたキレンジャーがサイドカー上から放っている。
- 玩具『超合金アオレンジャー』では「スーパーアオチェリー」という名称になっている。

オートコントローラー
バリブルーンやバリドリーンの小型自動操縦装置で第9話・第39話・第42話・第47話・第48話・第51話などで使用。音声とリモコン操作により、バリブルーンやバリドリーンの無人操縦が可能。
ブルーキック
虹仮面と鉄カゴ仮面に使用した飛び蹴り。ジャンプして、敵集団に6連続キックを放つ六段蹴りもある。
避雷針
ベルト横のスイッチを押すと、頭から避雷針が出てくる。八ツ目仮面の八ツ目ショックを空中に放電させた。

キレンジャー
YTC（）
キ専用の高性能無線機でYellow TransCeiver（イエロートランシーバー）の略。さまざまな周波数の電波や音波を発信でき、主に妨害電波や不快音波で仮面怪人にダメージを与えるために使用される。第36話では0.033メガサイクルの超低周波光線を発して空飛ぶ軍艦を破壊した。磁力コントローラーをセットすることも可能で、歯車仮面の水爆の起爆装置を狂わせた。また、赤面仮面に対してマグネット金縛りやマグネットパワーという技を放った。デザインは途中でマイナーチェンジされており、軍艦仮面との再戦ではアンテナの先に突起物が追加された。キのスーツがニュースーツに代わってからは投入されなくなった。
キーステッカー
第43話から登場した、伸縮自在のステッキ。先端に拳形のアタッチメントが付いており、これはグー（キーゲンコツとも呼称される）・チョキ・パーに変形する。初使用時先端には拳ではなく槍状の刃がついていた。第55話でゾルダーを10人まとめて投げる十人投げという技がある。
棒部分の色は当初茶色だったが黄色に変更した。
キー木魚
キーステッカーを木魚のバチくらいの長さに変形させたもの。これでゾルダーたちの頭を連続で殴りつける鉄拳ドレミ打ちという技がある。殴る際にはド・レ・ミ・ファ・ソ・ラ・シ・ドの音階による効果音が入る。「キレンジャーさま怒りの鉄拳ッ！、ドレミ打ち！」がキメ台詞。

メガトン頭突き（爆弾頭突き）
キレンジャーの得意技。空中から飛び込み頭突きを決める。バーディーと併用することで高速で頭突きをする阿蘇山頭突きもあり、こちらは第30話で鉄の箱から脱出するために使用。作中では、メガトン頭突きのことを阿蘇山頭突きと呼ぶことがある。
阿蘇山投げ（）
柔道の得意なキレンジャーの投げ技。キレンジャーは投げ技が豊富で、巴投げの要領で何度も回転して相手にダメージを与える阿蘇山車、肩にかついで放り投げる阿蘇山大噴火、敵にさば折りを食らわせた上で放り投げる桜島大噴火という技もある。この際、「おどば阿蘇山たい！怒ればでっかい噴火山たい！」とセリフがある。
阿蘇山落とし
ヒッププレスを食らわす。
阿蘇山キック
全体重をかけた強力なキック。
阿蘇山絞め
敵を両手で絞め付ける。第24話で使用。

モモレンジャー
イヤリング爆弾
モモの個人武器である手榴弾。モモ爆弾・ピンク爆弾とも呼ばれる。フェイスマスクについているハート型のイヤリングをはずし、「いいわね、いくわよ!」のセリフとともに敵に向かって投げつける。鉄カン仮面には、敵の周りを爆風で取り囲むネズミ爆弾を使用した。
モモミラー
ハート型の鏡。太陽光線を反射して目くらましにしたり、敵の光線や炎を反射することも可能。脳波感知機の機能も持っている。鉄グシ仮面戦ではモモミラー火炎返しで鉄グシファイヤーを反射した。鏡仮面戦ではミラーを巨大化させてサンミラー火炎を反射した。
モモカード
第43話から登場した、ハート型手裏剣。複数に分裂して、敵集団を一度に攻撃できる。
モモセセリ
蝶形の小型偵察機。ペンダントヘッドにモモカード2枚を合体させて使用する。第46話・第51話で使用。

ミドレンジャー
ミドメラン
ミドの特殊合金製ブーメラン。投げることはもちろん、直接敵に斬りつけることも可能で、この戦法はミドメランカッターと呼ばれる。改造による強化が可能で、舟耳仮面戦では両端に鉤爪状のカッターを付けた改良ミドメランを、カミソリ仮面戦では途中で大量に分裂させるスーパーミドメランを使用した。鉄グシ仮面戦ではミド自らが回転しつつミドメランを放つ技回転ミドメランを使用したが、弾かれた。小さな隠しポケットが付いており、第24話でその中に機密カードを隠している。また、第16話ではプールに引き込まれたペギーを救出している。
ニューミドメラン
第43話から登場した、ミドメランのバージョンアップ版。
ミドパンチャー
ニューミドメランが変形したスリングショット。鉄板も貫通する弾丸を放つ。発射後に弾丸を巨大化させることも可能。

ミドキック
ミドレンジャーの得意とするキック技。空中二段蹴りのダブルキック、ゴールデン仮面大将軍に使用したミド矢車キックというバリエーションがある。

### 必殺技
ゴレンジャーストーム
番組初期でのゴレンジャーの必殺技。モモレンジャーの用意する銀色のバレーボール型爆弾をモモからキ→ミド→アオの順番に蹴っていく（キはヘディング）ことで5段階式の起爆スイッチをセットし、最後にアオからのパスをアカが「フィニッシュ!」の掛け声とともにキックして敵にぶつけると大爆発する。第2話ではアカの「ゴレンジャーアタック」のかけ声でアカ以外の4人は投げてパスをしていた。
キとミドの蹴る順番が入れ替わったり、モモ→キ→アオ→ミド→アカの順に蹴ることも数回あった。第9話からボールの色がパスされたメンバーに合わせて変わるようになり、アカレンジャーにパスされるとスパイクが生えるなどの強化が施された。必ずしもゴレンジャー全員が揃う必要はないらしく、第13話ではモモ→キ→アカの順で3人だけが使用するシーンも見られる。第23話ではバーディーで飛行しながら空中でパスやシュートを行う空中ゴレンジャーストームを使用した。
第2話で早くも武者仮面に通用しないなど、仮面怪人に破られる場面も多く戦隊の必殺技としては弱い部類である。
設定上モモレンジャーがその場で組み立てて出していることから、敵に応じた改造も可能で、角仮面戦では爆弾の中から子爆弾が現れるゴレンジャーストーム親子爆弾による時間差攻撃を使用している。
- 必殺技の内容は決定まで難航し、撮影前日まで検討が行われた。東映プロデューサーの平山亨は、アメリカ映画で手榴弾をリズミカルにパスするシーンをイメージソースに挙げている。殺陣師の岡田勝は「キックが入るが、イメージはバレーボール」と述べている。

ゴレンジャーストーム・ニューパワー作戦
第27話から登場したゴレンジャーストームの強化型。ボールが敵の弱点や特性に応じて変化する（第42話のみテムジン将軍が凍らせたため変化しなかった）。第35話ではスチール仮面戦にミドレンジャーのミドメランを、第37話ではアカレンジャーのレッドビュートを組み合わせて使用することもあった。
- 東映プロデューサーの吉川進は、変形を加えたのは最後にもう1つサービスをという意図があったものであることを述べている。

ゴレンジャーハリケーン
第43話からニューゴレンジャースーツへの変更に伴い登場した、ペギーとイーグル科学班が共同開発したゴレンジャーストーム・ニューパワー作戦の変化能力を最大限に引き出したラグビーボール型の新型キック爆弾。
使用するボールはエンドボールと呼ばれ、繰り出し方も変わり、当初はアカの「モモ！ゴレンジャーハリケーンだ！」の掛け声でモモがジャンプしてエンドボールを取り出し全員が横一列に整列し、アカの「ゴレンジャーハリケーン・○○（変形するものの名前）」・「アタック!」の掛け声を合図にモモからキ→ミドへとパスした後ミドからのパスをアオがジャンプして受け取り（右手のみの場合と両手の場合あり）右手で地面にセッティングして「アカ、クラウディングトライだ」と声をかけ、アカが「オーケー！」と返してから「トイヤー！」と言ってジャンプし、アオが地面に直立させたエンドボールをアカが「エンドボール!」の掛け声とともに片足で蹴りこむようになった。また、仮面怪人を中心にエンドボールを奪おうとするゾルダーたち黒十字軍側とゴレンジャーとの攻防戦が描かれることも多くなった。当初はゾルダーを全員倒さないうちにエンドボールが繰り出されており、ラグビー競技のようにゾルダーを掻き分けながらボールをパスを行い、バス回しの途中で黒十字軍側がいったんボールを奪う場面もよく見られる。ただし、第67話で殺陣が大野剣友会からJACに変わってからは、ゾルダーを掻き分けながらボールをパスするシーンは第79話（スケート仮面の回のアイスホッケーバージョン）だけである。このボールも敵に応じた改造が可能で、第53話や第61話などで改造されている。
第67話からはさらに繰り出し方が変わり、アカの「モモ！ゴレンジャーハリケーンだ！」の掛け声で全員が縦一列に整列してモモが横回転してエンドボールを取り出し、アカの「いくぞ!」の掛け声を合図に全員が「オー！」と言ってジャンプをして各ポジションに散り、モモが「オッケー！ゴレンジャーハリケーン・○○（変形するものの名前）」と言い、モモ（空中で離し）→ミド（回転しながら空中で蹴る）→キ（フライングヘッドバット）の順でパスされ、キからのパスをアオが回転しながら「オーライ！」と言って両手で受け取り地面に押さえ、アカが両足で蹴りこむように変更された（ただし第69話から第71話の3話のみ、モモが空中で離したボールをミド→キ→アオの順に宙返りしながらタッチし最後にその空中のボールをアカが蹴り込んでいる）。受け答えは「ゴレンジャーハリケーン・○○（変形するものの名前）」と言うのがアカからモモに変わった以外はほぼ同じ。
「ゴレンジャーストーム」同様、こちらもボールが敵の弱点や苦手なものに応じて変形するが、その内容は次第にギャグ色の強いものになり、それを受けた怪人のリアクションも回を追うごとにエスカレートしていき、幹部である火の山仮面マグマン将軍ですら例外ではなかった（マグマン将軍の項を参照）。
- 岡田勝はモチーフについて、インタビューにより「ラグビー」と述べているものと、「アメフト」と述べているものがある。書籍『秘密戦隊ゴレンジャー大全集』では「アメリカンフットボールのような陣形」と解説している。岡田は、5人に役割分担をさせやすいことを理由に挙げている。名乗りのポーズ（個人の名乗りも含む）も第67話から第71話までは大野剣友会のものが踏襲されたが、第72話以降はJACオリジナルのポーズに変更されている。ハリケーンを繰り出す前の、中腰になって片手を前に出すポーズは、やくざや香具師が仁義を切る際の「お控えなすって」のポーズを殺陣師の岡田勝が採り入れたもの。

ゴレンジャーハリケーンの変則使用例
第45話と第53話では、アオからパスされたエンドボールをアカが投げてとどめを刺すこともあり、第53話では野球仮面に打ち返されて失敗している。第43話、第48話、第55話、第71話でモモ→キ→ミドとパスした後、時々アオにパスを出しミドにパスを返す場合もあった。第53話での野球仮面への2回目の攻撃時のみモモ→ミド→キ→アオ→キ→アカと渡った。このとき、ミドにパスされた時点でエンドボールは野球のボールへ変化しており、捕手役のキに投手役のミド、アオ、アカが1球ずつ投げて野球仮面から三振を取ってとどめを刺すという演出だった。また、第57話ではモモ→ミドの後に星のような並び方からアカ→アオ→キー→モモ→ミドと高速パスを続けてトサカ仮面を翻弄後にアオがエンドボールを投げてアカが空中で蹴るというゴレンジャーストームのような流れとなったほか、第79話ではスケートリンクを使いアイスホッケーのようにスティックでパスを出しており、この際はモモ→アカ→モモ→ミド→キ→アオ→アカとパスを出しアカの出したパスをアオが両手で受け取り芝生部分に押さえアカが蹴りこんでいる。
第60話の妖貝仮面戦でミドがゾルダーの妨害を受けてパスをミスしてしまい、エンドボールは水没した。この時、モモが予備のボールを出し、キを経由せず直接ミドにパスをしたが、爆弾の威力は変わらなかった。この時のミスで海に落ちたエンドボールを、第61話で牛靴仮面が回収して黒十字ハリケーンの素材にしたことがある。ただし、実際は予めペギーが先回りして偽物とすり替えていた。
また、最終回のみモモが取り出したエンドボールをアカへ渡し、アカが「ゴレンジャーハリケーン・カシオペア」と言った後モモにパスを出した。以降のパスは後期と同様だが映像が撮り直されている。
映画『秘密戦隊ゴレンジャー 爆弾ハリケーン』（1976年）では、モモ・ミド・アカの三人のみによるゴレンジャーハリケーンを使っているが、鋼鉄剣竜に敗れている。最終決戦では5人が1個ずつエンドボールを持ち、一斉に蹴り飛ばす爆弾ハリケーンという技で、鋼鉄剣竜を倒した。
映画『ジャッカー電撃隊VSゴレンジャー』（1978年）では、ジャッカー電撃隊との合同作戦としてアカがビッグワンにパスを行った後に受け取ったエンドボールをビッグボンバーの砲身にセットして発射するゴレンジャーハリケーン・ビッグボンバーが使用されており、エンドボールが変化しない点は爆弾ハリケーンと同様。
ゴレンジャーストーム・ゴレンジャーハリケーンの変形
| 話数                   | 名称                          | 相手                   |
| ゴレンジャーストーム   | ゴレンジャーストーム          | ゴレンジャーストーム   |
| ---------------------- | ----------------------------- | ---------------------- |
| 第13話                 | （子爆弾入り）[注釈 31]       | 角仮面                 |
| 第27話                 | モグラ                        | 鉄の爪仮面             |
| 第28話                 | スッポンダー[注釈 32]         | 鉄グシ仮面             |
| 第29話                 | ダブルパワー[注釈 33]         | 扉仮面                 |
| 第31話                 | リールシュート[注釈 34]       | 鉄カン仮面             |
| 第32話                 | 薪わり[注釈 35]               | 大ナタ仮面             |
| 第33話                 | モモタローン[注釈 36]         | 鉄ひめ仮面             |
| 第34話                 | 青天狗                        | 赤面仮面               |
| 第35話                 | ミドメランストーム[注釈 37]   | スチール仮面           |
| 第37話                 | ビュートフィニッシュ[注釈 38] | フォーク仮面           |
| 第38話                 | 錨                            | 海賊仮面               |
| 第39話                 | ハンマー                      | 岩面仮面               |
| 第40話                 | 手まり                        | 鉄カゴ仮面             |
| 第41話                 | ハラハラコイン[注釈 39]       | 鉄獅子仮面             |
| ゴレンジャーハリケーン |                               |                        |
| 第43話                 | ブリリアントカッター[注釈 40] | ダイヤモンド仮面       |
| 第44話                 | 電気コンロ                    | エレキ仮面             |
| 第45話                 | 二段ロケッター[注釈 41]       | 剣ザメ仮面             |
| 第46話                 | 石炭                          | 機関車仮面             |
| 第47話                 | 青い鳥                        | 鳥牙仮面               |
| 第48話                 | レンズカバー&マグネシウム     | カメラ仮面             |
| 第49話                 | ドクロ                        | つの骨仮面             |
| 第50話                 | バタフライ（蝶）              | 鉄ワナ仮面             |
| 第51話                 | 黄金銃                        | ガンマン仮面           |
| 第52話                 | 設計図                        | 電話仮面               |
| 第53話                 | ストレート                    | 野球仮面               |
| 第53話                 | 変化球                        | 野球仮面               |
| 第54話                 | タマゴ                        | 火の山仮面マグマン将軍 |
| 第55話                 | 耳の栓                        | 大耳仮面               |
| 第56話                 | 火の玉作戦[注釈 42]           | 蛇口仮面               |
| 第57話                 | 入れ歯                        | トサカ仮面             |
| 第58話                 | 観音菩薩                      | パラボラ仮面           |
| 第59話                 | かすみ網                      | 死の鳥仮面             |
| 第60話                 | 真珠                          | 妖貝仮面               |
| 第61話                 | クワガタ虫                    | 牛靴仮面               |
| 第62話                 | 骨ガラスープ                  | アバラ仮面             |
| 第63話                 | チャンネル[注釈 43]           | テレビ仮面             |
| 第64話                 | マグネットロック[注釈 44]     | 時計仮面               |
| 第65話                 | 焚火                          | 落ち葉仮面             |
| 第66話                 | 扇風機                        | 風車仮面               |
| 第67話                 | 缶詰                          | カンキリ仮面           |
| 第68話                 | アンプル                      | 注射仮面               |
| 第69話                 | パインカッター[注釈 45]       | パイナップル仮面       |
| 第70話                 | 空気入れ                      | タイヤ仮面             |
| 第71話                 | ピアニスト[注釈 46]           | ピアノ仮面             |
| 第72話                 | 銀の舟                        | イカリ仮面             |
| 第73話                 | ゴレンジャー[注釈 47]         | 剣道仮面               |
| 第74話                 | 視力検査[注釈 48]             | 眼鏡仮面               |
| 第75話                 | 給油タンク                    | ストーブ仮面           |
| 第76話                 | クモの巣                      | 鉄グモ仮面             |
| 第77話                 | 冷凍スプレー                  | 鉄ヘビ仮面             |
| 第78話                 | 製氷機                        | マンモス仮面           |
| 第79話                 | アイスホッケー                | スケート仮面           |
| 第80話                 | 手毬[注釈 49]                 | 鋼鉄虎仮面             |
| 第81話                 | 大火鉢                        | 鉄ビン仮面             |
| 第82話                 | ヨーヨー                      | ヨーヨー仮面           |
| 第83話                 | 鉄の罠                        | ダイガー仮面           |
| 第84話                 | ギロチン                      | 黒十字総統             |
| 第84話                 | カシオペア[注釈 50]           | 黒十字総統             |

### その他の合体技
ゴレンジャーチャージ
第5話で使用。心肺停止となったミドに対し、4人が右手を掲げてそれぞれの色の光線を放ち、蘇生させた。スーツに流れる特殊電流を利用し、エネルギーを充填させたもの。
ゴレンジャーサークル
敵を囲み、一瞬にして位置を入れ替わることで敵を混乱させる。青スジ仮面に使用。
不意打ちキック
眼鏡仮面のスローモーションメガネを破るために使用した技。アオの合図とともに、キ以外の4人が敵の頭上に飛び蹴りを食らわす。キは敵の股間目掛けてスライディングで頭突きする不意打ち頭突きを使用した。

### ゴレンジャーの使用マシン・メカ
ゴレンジャーマシーン
イーグル科学陣が製作したゴレンジャー隊員が使用する陸上戦闘・追跡用の特殊バイク。ブルーマシーンとグリーンマシーンのサイドカー部分は切り離せる。動力源はリチウムエンジンで、これによってゴレンジャーマシーンは空気のあるところならば半永久的に走ることが出来る。ブルーマシーン・グリーンマシーンのサイドカー部分のシートは、第53話以降色が変わっていた。また、高性能コンピューターによる自動走行も可能。使われない時はゴレンジャールーム付属の車庫に待機している。ゴレンジャー基地に侵入した鉄の爪仮面に破壊されかけたことがあった。第54話で、黒十字軍のナバローン要塞を破壊するために爆薬を積んで特攻、要塞もろとも大破した。
- 海城剛役の誠直也は、オートバイシーンはスタントなしであったと証言している。

レッドマシーン
アカ（海城）専用バイク。レーダー探知機、通信装置、銛ビュート、イオンジェットによる急加速装置などを搭載している。第37話後半から、ヘッドライト周辺が黒くなっていた。
- デザイン画ではフロント部分の形状が異なっている。
- ベース車はスズキ・GT750。誠は、運転に支障はなかったと述べている。

ブルーマシーン
アオとキが乗るサイドカー。運転は主に新命（アオ）が担当するが、新命がバリブルーンでの別行動も多いため、大岩（キ）もしくはペギー（モモ）が運転することも多い。第26話では大岩が運転、ペギーがサイドカーという組み合わせも出ている。基本装備はレッドマシーンと大差ないが、高速走行時の安定性に優れている。設定では特殊作業用マジックハンドを搭載しているが劇中では未使用。第53話の冒頭シーンで、カー側の後部の飾りが無かった。
- ベース車はスズキ・GT380。

グリーンマシーン
ミドとモモが乗るサイドカー。運転は主に明日香（ミド）が担当、明日香不在時や待機時にはペギー（モモ）が単独で運転することもある。第24話ではモモが運転、ミドがサイドカーという組み合わせが登場している。
- ベース車はブルーマシーンと同じスズキGT380。

スターマシーン
第55話より登場した、ゴレンジャーマシーンの後継車両。設計案は第52話で語られている。第三次防衛計画の一環として開発された。動力源は旧マシーンと同じリチウムエンジンで、エンジン出力と装甲が強化されている。話数が増えていくたび、後部にペナント型の旗が付いたり、車体の1か所に各マシーンの名称があしらわれたり（例：レッドスター⇒レッドS）、バックミラーが附属したりすることもあった。また、ブルースター・グリーンスターそれぞれの後部には「GORANGER」ではなく、「GORENGER」と書かれていた。先代マシン同様、ゴレンジャールーム付属の車庫に保管されている。最終話ではゴレンジャーマシーン同様、バリドリーンとともに爆薬を積み込み黒十字城に突入、これを破壊した。爆破直前のシーンは第54話のゴレンジャーマシーンの映像が使い回されている。
- ベース車は3台とも旧マシーンと同じである。

レッドスター
アカ（海城）専用の新型バイク。強固な壁も打ち破る特殊超圧鋼で作られており、フロント部から機銃掃射を行う。第62話ではアバラ仮面のアバラ絞めで崖から転落してしまい大破するが、すぐに修理されていた。オートコントローラーによる自動操縦が可能。
- 放送当時にバンダイから発売されたプラモデル「マスコミシリーズ」では、初期のみニューレッドマシーンという名称であった。

ブルースター
アオとキが乗る新型サイドカー。運転は主に新命（アオ）が担当する。ブルーマシーンと同じく、新命が待機やバリドリーンでの別行動が多いため大岩や熊野（キ）もしくはペギーが運転するケースもある。第60話では新命が運転、明日香がサイドカーという珍しい組み合わせも登場した。マジックハンドを搭載しているが設定のみで劇中では未使用。
グリーンスター
ミドとモモが乗る新型サイドカー。運転は主に明日香（ミド）が担当。明日香が不在のときはペギー（モモ）が主に使用するが、第63話では熊野、第78話では大岩が運転している。フロントに搭載した特殊消火器から消火剤を噴射することもできる。

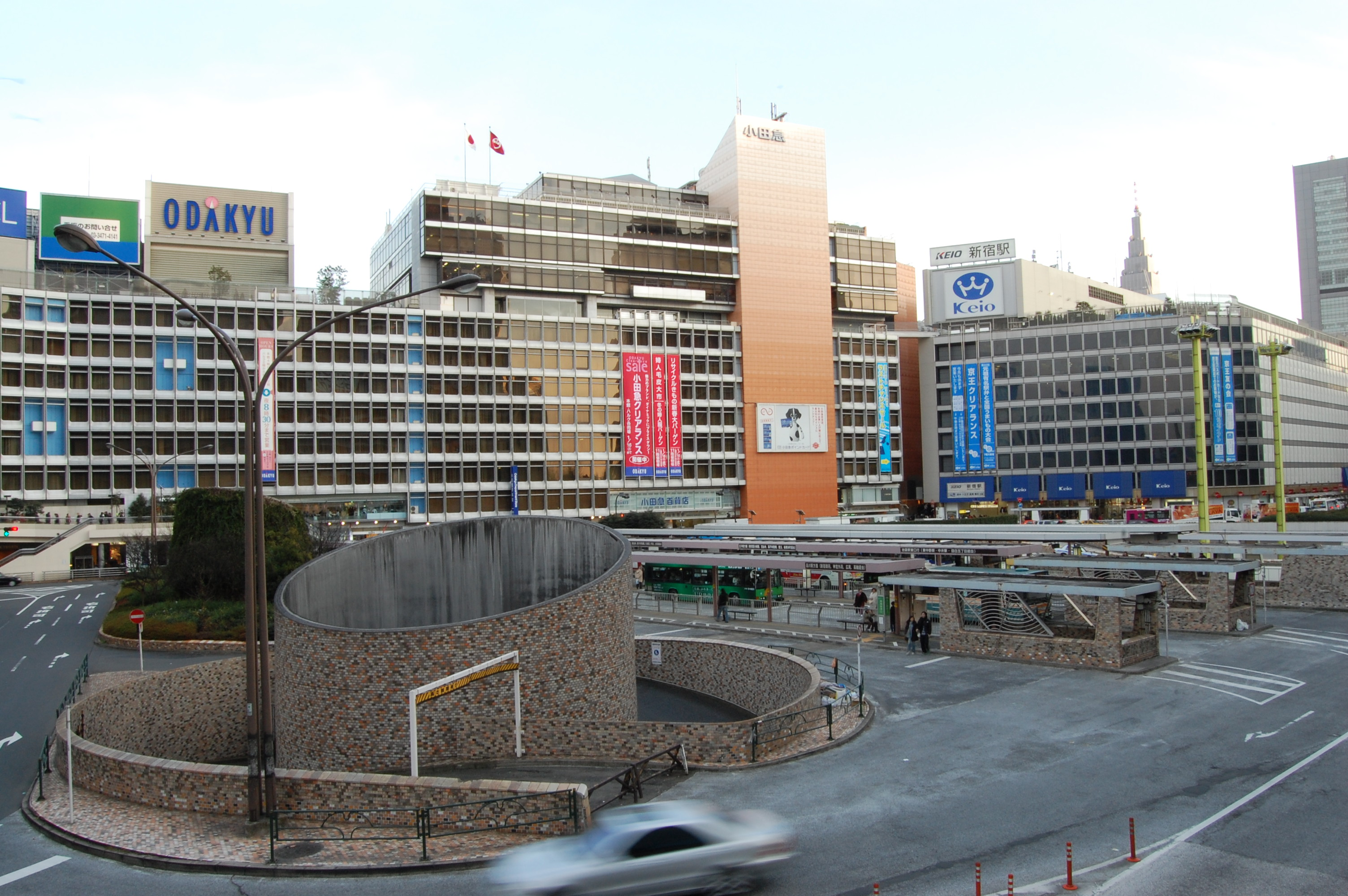
新宿西口地下駐車場入口。「バリブルーン」などは手前の排気ダクト（円筒）から発進する設定だが、自動車との対比から判るように実際には直径50メートルもなく、あくまでもそれは物語上のフィクションである。

バリブルーン
ゴレンジャーの空中要塞でもある垂直離着陸可能な飛行戦艦。ブルドッグをモチーフとしたデザイン。カラーリングは赤地に白で、赤塗装は炎のようなデコレートがある。操縦席の定員は基本的に2名だが、他に機体中央部と左右翼端に透明なドームをかぶせた座席があり、5名搭乗する場合にはそれを使用する。浮力発生用(垂直離着陸用)として左右翼端下部に四翅の大型回転翼2基、推力発生用として推進式に三翅のプロペラを2基尾翼に持つ。爆撃機と戦闘機の機能を兼ね備え、給油無しで世界一周も可能という驚異的な航続距離を誇る。主に新命明によって操縦されるが、緊急時で新命が不在のときは他のゴレンジャーや江戸川総司令、007などが操縦することもある。しかし操縦は非常に難しく、性能を全て引き出せるのは新命のみだが、補助的な武器を使用する際は新命の手に余るときもあり、本来はそれらを担当するコ・パイロットがいるのが好ましい。この点は後継機バリドリーンも同じである。様々な救助用メカや攻撃兵器を使ってゴレンジャーを支援する。主な武器はスーパークレーン、ロケット砲、第28話と第42話で使用したドリルミサイル、第36話で使用したバリネット。他にも、人員を掃除機の要領で吸引収容する透明の救命ホース、フックワイヤー、マジックハンド、索敵カメラのスカイスコープ（バリスコープ）、煙幕のブルースモーク、第26話で使用した集音マイク、青スジ仮面の吹き矢を吸い付けたウルトラマグネット、第37話で水爆ミサイル搭載のコンドラーを凍結させた凍結噴射装置といった装備がある。第42話で鉄人仮面テムジン将軍を乗せたまま墜落、爆発四散した（テムジン将軍の項を参照）。
- 企画時の名称は第1稿ではレッドブルーン、第2稿ではジャガーブルーンと改称された。いずれの名称にも含まれる「ブルーン」は、石森による最初のラフ画稿の時点で既に登場しており、またこれを受けて平山プロデューサーが提案したという江戸川総司令の専用マシン「ブルブルーン」の強烈なインパクトが、動物モチーフの導入を検討するきっかけになったのではないかと、一部資料では推測されている。他のモチーフ案としては、決定稿にも採り入れられた犬の他、双頭の竜を模したものも存在する。デザイン画では内部透視図も描かれている。

バリドリーン
バリブルーンが失われたあと、第42話のラストシーンで初登場した、バリブルーンに代わる新型の空中要塞。バリブルーン同様、浮上・離着陸用回転翼と推進式プロペラで飛行する。鳥をモチーフとしたデザイン。カラーリングは白地に赤、機首と爪先は黄色。可変翼として展開する翼にはゴレンジャー全員の色が配されている。操縦席は5名搭乗できるように拡大されている。操縦は引き続き新命明が行い、バリブルーンと同様にオートコントローラーによる自動操縦も可能。第50話で江戸川総司令によってコンピュータが電子データの形で設計し、紙の設計図は処分されていたことが明らかにされた。主な武器は機体下部に搭載されたバルカンミサイル砲のスカイロック・スカイミサイル・両翼の爪を発射するスペースウイング。他にも、人工雲・プロペラシェーブ・小型ムービーカメラなどを装備している。バリタンクやバリキキューンを常時格納しており、それらを前線に輸送・投入する役割もある。最終話でスターマシーンとともに爆薬を積み込んで黒十字城に突入し、黒十字城とともに爆発四散した。
- 初期案での名称はジェット・バリブルーン。デザイン画では主翼の模様は孔雀を模しており、ローター部分と爪部分はバリブルーンと同様のファイヤーパターンが存在した。

バリタンク
バリドリーンとともに第42話より登場した特殊合金製の万能6輪戦車。高い走破性を持つため、地上はもちろん、地底や海底を潜航することも可能。搭乗口はバリドリーンと通路が直結した後部と左右部分の閉開式ハッチの三か所ある。主な操縦者はアカまたはアオ。007とモモが操縦することもあるが、キとミドは操縦することはなかった。最高搭乗人数は6人。主な武器は車体前部の2基の機銃（マシンガン、機関銃）と、上部の2本の巨大なマジックハンドバリハンド。このアームは敵を引き裂くジャイロカッターとして使えるほか、回転させてジャイロコンパス（別名：ハンドジャイロ）として地中に潜ることも可能。アームは第64話で改良されて以降、テンフィンガーと呼ばれる強化版のマニピュレーターになり、仮面怪人を掴んで放り投げたりしていた。他にも、飛行中のバリドリーンから離脱して地上へ降下する際のパラシュート・第45話の潜望鏡と魚雷ミサイル・第54話の消火装置と地中ミサイル・第55話で崖を登るために発射したアンカーバリネットなどを装備。第61話では牛靴仮面の黒十字ハリケーンを無力化するための大型吸引装置を装備した。第46話では機関車仮面を「轢き潰してやる！」と轢殺すべく轢いたこともある。
- 造形物は実物大の車両とミニチュアが存在する。実物大のベース車両は軽自動車で、中央のタイヤはダミーであった。

バリキキューン
第69話より登場した諜報活動用の気球型飛行メカ。主な操縦者はモモまたはキ。ステルス機能を搭載しているためレーダーに引っかかることなく、いかなる場所にも離着陸できるスパイマシンとなっている。両側には作業用マニピュレーターにもなる鎖付きマジックハンドのバリハンドと鎖付きのクチバシハンドを装備している。他にも、煙幕のスモークバリアと機関銃のバリマシンを装備している。
- 造形物はミニチュアのほか、実物大の操縦席が作られた。

スペック
| 名称             | 全長          | 全高           | 重量                        | スピード          | 初登場 |
| ---------------- | ------------- | -------------- | --------------------------- | ----------------- | ------ |
| レッドマシーン   | 2.8 m[94]     |                | 300 kg[94]                  | 300 km/h[出典 38] |        |
| ブルーマシーン   | 2.8 m[94]     | 500 kg[94]     | 250 km/h[出典 38]           |                   |        |
| グリーンマシーン | 2.8 m[94]     | 400 kg[94]     | 250 km/h[出典 38]           |                   |        |
| レッドスター     | 2.6 m[94]     | 280 kg[94]     | 350 km/h[出典 43]           | 第55話            |        |
| ブルースター     | 3 m[94]       | 450 kg[94]     | 300 km/h[出典 43]           | 第55話            |        |
| グリーンスター   | 3 m[94]       | 350 kg[94]     | 250 km/h[出典 43]           | 第55話            |        |
| バリブルーン     | 42 m[出典 43] | 84 t[出典 43]  | マッハ0.98[96][92][注釈 64] | 第1話             |        |
| バリドリーン     | 50 m[出典 43] | 95 t[出典 43]  | マッハ1.1[96][92][注釈 65]  | 第42話            |        |
| バリタンク       | 13 m[出典 43] | 9.5 t[出典 43] | 100 km/h[96][92]            | 第42話            |        |
| バリキキューン   |               | 5.5 m[出典 43] | 100 km/h[96][92]            | 10 t[94]          | 第69話 |

### 施設

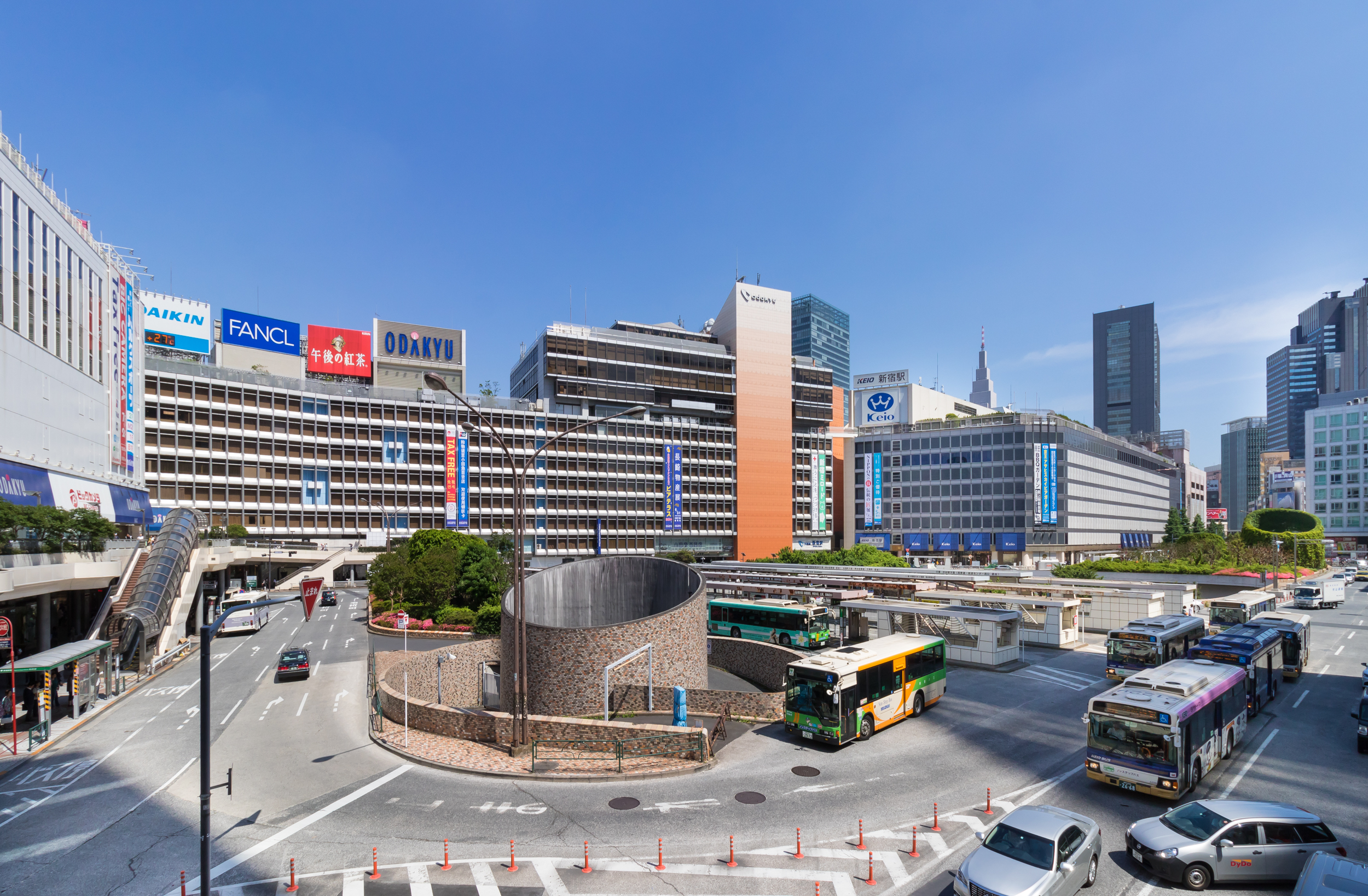
新宿西口地下駐車場付近
中央の円筒が、バリブルーンの発進口のモデルとなった排気ダクト

ゴレンジャー基地
新宿駅西口付近にあるスナック・ゴンの地下にあり、隠し通路およびエレベーターを経由して指令室ゴレンジャールームにたどり着くイーグル日本ブロック本部。ゴレンジャールームの入り口には5人が持つキーカードをセットするスペースがあり、キーカードを揃えるとドアが開くようになっている。ゴレンジャーマシーンやスターマシーンで出動する際は、ゴレンジャールームに隣接する地下ガレージから新宿駅西口のロータリーを通って地上に出る。バリブルーンやバリドリーンは新宿西口地下駐車場の排気ダクトのシークレットポートから、VTOL発進する。
また、イーグル隊員が警備をするゲートも存在しており、そちらではゲートを通る際にレントゲンカメラによる撮影で侵入者をチェックされており、そのチェックに引っかかった場合、基地への通路が遮断され、別ルートへと導く仕掛けになっている。
スナック・ゴンは、第44話でのエレキ仮面軍団によるゴレンジャー基地探索の際に内装を破壊されてしまったため、第45話からは場所を移転した上で、フルーツパーラー・ゴンにリニューアルされた。

## 黒十字軍
黒十字総統が率いる、人間社会の完全破壊と地球征服を目的とする国籍不明の悪の軍隊。モットーは「破壊と殺戮」。世界規模の組織を有し、アフリカ（日輪仮面将軍）・中央アジア（鉄人仮面テムジン将軍）・北欧（火の山仮面マグマン将軍）には大幹部が配置されている。大幹部以外にもアラビア砂漠の鉄カゴ仮面など幹部級の実力を有する仮面怪人が各地に存在している。歴史も古く、ゴールデン仮面大将軍のような古代からの構成員も存在する。大組織であるがそれに留まらずイーグル構成員を金で寝返らせたり、死者を蘇生改造して仮面怪人にする、アトランティスの遺産、コンドラー戦闘爆撃隊を入手する、宇宙忍団を呼びよせるなど戦力増強もたびたび行っている。作戦面では一般的な怪人の能力に依拠したテロ作戦以外にも最初に日本を攻撃した際に黄金仮面、武者仮面、青銅仮面、ヒスイ仮面、毒ガス仮面の五人の仮面怪人を同時に投入するなど大規模作戦も実行、そのいずれもイーグル支部を壊滅させるなど精度が高かった。
- プロデューサーの吉川進は、ハイテクを駆使するヒーロー側との対比や子供へのわかりやすさなどから、プリミティブなイメージで統一したと述べている[110]。脚本陣はストーリーの打ち合わせはせず、石森の描いた怪人デザイン画から好きなものを選んで好きなように書いていた[111]。

黒十字総統（）
黒十字軍の首領。原水爆もよせつけない不死身の肉体を持つ。武器は黒十字剣。前期は白装束に白い頭巾で素顔を隠していたが、火の山仮面マグマン将軍着任の際に素顔を露わにし、その後も顔やマントなど幾度かマイナーチェンジされた。
基本的には冷酷非情な性格ではあるが、寛容な一面もあり、見所がある部下に対しては失敗をしても罪に問わなかったり、組織内で諍いが起きたときは仲裁役に回り、組織に対して忠誠を示す部下を大いに褒め称えるなど、大組織の首領としての手腕は高い。
自らゴレンジャーをも圧倒する絶大な戦闘力を持つが、最終話でカシオペアX線（）という宇宙線が弱点であることを見ぬかれ、ゴレンジャーハリケーン・カシオペアで追い詰められ、彼自身が機械生命体であり黒十字城そのものであることが明かされる。最終的にはゴレンジャーによって爆薬を積んだバリドリーンとスターマシーンごと黒十字城は爆散した。
映画『ゴーカイジャー ゴセイジャー スーパー戦隊199ヒーロー大決戦』では黒十字総統が生まれ変わった黒十字王が登場。
- 第1話から総統を演じたのは安藤三男であり、エキスプロの前沢代表は、俳優として頭巾で顔の隠れた役柄に不満を持った安藤から個人的に相談を受け、のちに顔の出る衣装を作り、これに応えている。前半期の総統は始終腕組みをしているものだったため、安藤の負担も大きく、前沢は腕をピアノ線で吊るように工夫したという。シリーズ後半に安藤の病気療養による降板により、八名信夫への交代とともに総統の性格も変更された。
- 造形スタッフによる石ノ森のラフを基に描いた造形用デザインが存在する。

日輪仮面（）
第15話より登場したアフリカの星という異名を持つ初代大幹部。アフリカ戦線で連戦連勝の実績を買われ、総統により日本に呼び寄せられた。日輪状の杖を武器とする。勝つためには手段を選ばず、卑怯な作戦を取ることが多い。将軍ではあるが部下は持たず、不利になると共闘した仲間も簡単に見捨てて撤退するため、仲間の仮面怪人と対立することもあった。高熱線で敵を攻撃する日輪ファイヤーという必殺技の他にも、サンミラー火炎という鏡仮面との合体技もある。高速移動能力や再生能力も有する。アフリカ戦線では、自ら調合した水分を蒸発させる薬品Z20を使った作戦を得意としていた模様。失敗続きに加え第20話で総統がテムジン将軍を招聘したことに焦り、最後のチャンスを与えられゴレンジャーを罠にかける。処刑されそうになったので裏切ったと見せかけてゴレンジャーの油断を誘い、味方にイーグルの基地を破壊させた上、1度はアカレンジャーを破る。さらにアカ以外の4人を捕らえるが、怒りに燃えたアカの反撃を受け、ゴレンジャーストームで倒された。

鉄人仮面テムジン将軍
第20話より登場。ゴビ砂漠から呼び寄せられたモンゴルの鬼という異名を持つ2代目大幹部。ゴビ砂漠から引き連れて来た兵器や武器をモチーフとした複数の仮面怪人により構成された鋼鉄軍団を率いる。
軍人型の大幹部で、肋骨軍服調の戦闘用ジャケットを纏っている。初登場時に座乗していた車両は、軍用車両を思わせる四輪駆動車。戦いぶりも実力本位の真っ向勝負が多く、初対決でゴレンジャーを出し抜き、古代アトランティスの飛行船を奪取してみせるなど、ゴレンジャーを大いに苦しめる。また、第35話ではコンドラー爆撃隊という一人乗りの小型戦闘機隊を指揮しており、黒十字軍の空戦力を高めた功績も大きい。
指揮能力、行動力は黒十字軍の中でも秀でており、部下との信頼関係も厚いため、鋼鉄軍団は文字どおりの「鉄の結束力」を誇る。自身の戦闘能力も高く、ムチとロケット弾を放つ三つ又の槍を武器とし、眼から破壊光線を放つことも可能。だが失敗が相次ぎ、さらに第42話で地下ミサイル基地をバリブルーンに破壊されたため、総統から火の山仮面マグマン将軍との共同作戦を命じられる。誇りを傷つけられたテムジンはゴレンジャーに最後の勝負を挑む。瞬時に物体を凍結させ吸着する凍結装置を搭載した戦闘用ジャケットによってゴレンジャーストームを2度も防ぎ、バリブルーンを奪いゴレンジャーに特攻を仕掛けるも、アオのコントローラーによりバリブルーンの制御を奪われ、さらに機内温度の上昇によってジャケットに貼り付いたストームが解凍されたためにバリブルーンとともに爆死した。その死に様を黒十字総統は激賞する。笑うとき、口元に手を当てる癖がある。
- ラフデザイン画での名称は「鉄面将軍」や「モンゴラー」、「ゴーレム」や「ゴラーム」であった。
- 第20話の初登場シーン、および1975年7月に開催された撮影会では軍服風のスーツではなく、タイツ姿にマントを羽織っただけのものが使用されている。

火の山仮面マグマン将軍
第42話より登場。アイスランドのヘクラ火山より呼び寄せられた3代目大幹部。配下に噴火軍団を従えている。当初はテムジン将軍との共闘を行うために来日したが、テムジン将軍の死後、本格的に活動を開始する。無敵の移動要塞ナバローンを指揮し、ナバローンを用いた一撃離脱の奇襲戦法と権謀術数でゴレンジャーを窮地に陥れる。常に指揮棒を携えており、頭部の火山を噴火させて火山弾の雨で敵を攻撃する火の山仮面怒りの大噴火という必殺技を持つ。必殺技抜きでも、ゴレンジャーの個人武器を軽々と捌くなど戦闘能力は高い。ゴレンジャーに次々と作戦を失敗させられた末に、第54話でゴレンジャーと交戦中にバリタンクにナバローンへの侵入を許してしまい、ナバローンの設計図を奪われる。総統に見限られナバローンを率いて最終決戦に挑むが、液体をかけると浮き出てくる特殊設計図を解析したゴレンジャーにより、爆薬を積んだゴレンジャーマシーンでの特攻で、ナバローンを破壊される。やむなく自らゾルダーを率いて出撃するもゴレンジャーハリケーン・タマゴの攻撃を受け、エンドボールが変化した卵を頭のマグマで茹でて食べて爆発、悔しがりの断末魔を残して滅び去る。
- 造形スタッフによる石ノ森のラフを基に描いた造形用デザインが存在する。造形用デザイン画での名称は「火の岩仮面」であった。
- エンディングでの登場カットは最終話まで使用された。

ゴールデン仮面大将軍
第54話より登場。棺の中で永い眠りについていたが、マグマン将軍に見切りをつけた総統による復活の儀式によって目覚めさせられた。黒十字軍で将軍の中の将軍たる「大将軍」の地位にある唯一の仮面怪人であり、精鋭を集めた黒十字軍最大最強のアフリカ軍団を率いる最高幹部。呪術や古代バビロニアの占星術に深い造詣を持つ。常に大斧を持った2人の近衛兵を傍らに従え、先端にドクロのついた指揮棒を持っている。自ら戦線に立つことはあまりなく、傲慢な性格のため仮面怪人の反感を買いやすく、統率力に欠けるところがあるが、総統への忠誠と忠義心は軍団随一である。しかしゴレンジャーの妨害により成果はほとんどあげられず、最終話ではゴレンジャーの技の応酬の前に敗れるが、ゴレンジャールームの場所を突き止めるべく、自らの身体を金粉に変えて5人のスーツに付着し、黄金の虹となって基地の居場所を総統に教えた。
- デザインモチーフはスフィンクスで、デザイン画では「ゴールドスフィンクス」と記載されていた。

仮面怪人
破壊活動の陣頭指揮を執る怪人たち。主に改造人間と推測されるが、一貫したイメージは採られておらず、中には明らかにロボット然とした者（例：大岩が部品から組み立てて作った赤面仮面）もおり、鉄カン仮面はイーグルが所持している体内構造図では機械だった。シリーズ初期の回は主に世界各国の民俗仮面をモチーフにデザインされた。
第2話からゴレンジャーの攻撃に倒されると「炎の中で悶え苦しむ」シーンが描写される（これは大幹部も同じ）。
シリーズが進むにつれ題材とするカテゴリが増え、武器や鉱物、遊具、生物、家電製品、日用品、スポーツ用品など様々なモチーフを用いた怪人が現れた。中には複合名詞や物質名詞を名乗る者もいる。金属系やメカニック系のモチーフも多い。
シリーズ後期には、風貌や言動を含めた存在自体がギャグとしか思えない仮面怪人が数多く登場し、怪人が変装もせず公然と都会の雑踏の中を駆け抜けたり、街角の売店で新聞を買うなど、従来の特撮作品にない演出がなされた。ただしこのような「ギャグ系」怪人でも、登場回のストーリーや展開する作戦にはシリアスなものも多く、ゴレンジャー5人が団結しないと太刀打ち出来ない猛者揃いであった。
- 曽田博久は「ゴレンジャーの怪人を見て怖がる子供はいないでしょう。怪人を観て怖がりたいなら『仮面ライダー』を観ればいいわけですからね」とコメントしていて、怪人のコミカルさは割り切ったものだった。石森のデザインには「パチンコ仮面」（「チューリップ仮面」、「チンジャラ仮面」の付記あり）というものもあったが、吉川プロデューサーに没にされたという。
- 曽田によれば、各話の登場怪人は既に用意されていた石森のデザインの中から脚本家が選んでストーリーを執筆しており、脚本家から怪人についての注文を出すことはなかったという。当初は上原正三が優先的に選んでいたが、上原が多忙になると次第に曽田が先に選ばせてもらうようになった。
- 仮面怪人の造形はエキスプロによって行われ、石森のラフスケッチを前澤範が造形用に起こしていた。石森も前澤も同時期に同じスタッフで担当していた『仮面ライダーストロンガー』と差別化しようとの思いがあり、「とにかくコミカルで面白いものを」とのコンセプトを念頭に置いたという。「色彩豊かなゴレンジャーのキャラクターに負けないように」と、前澤はスタッフに「仕上げをとにかく綺麗に」と徹底したと語っている。ゴレンジャーの仮面怪人は顔にギミックのついたものが多いが、これはギミック好きな吉川の直接指示によって加えられたものという。また、エキスプロの八木功は、当時の東映生田スタジオはノウハウの蓄積によって撮影スケジュールが短くなっていたため、全身を作り込んでいては間に合わなかったと証言している。

戦闘員
ゾルダー
一般戦闘員。黒十字軍の最下級の兵士である。「ホイ!」と奇声を発する。「舞台のショーのような楽しいアクションにしよう」との、上述の企画時の申し合わせにより、コミカルな立ち回りがゴレンジャーとの間で繰り広げられた。
全身を黒タイツに包み、黒いレザーベスト、目の縁取りが付属しているヘッドキャップを装着している初期のマスクにはストッキング素材が使われ、目や鼻や口が透けて見えている。1クール放映を終えたころから、視界が取りやすいようスーツアクターの眼部が剥き出しとなった。武器は黒十字ナイフ、黒十字機関銃、バズーカ砲など。直属の仮面怪人の戦法に従い、特殊技を体得した者もいる。また、専用のジープも支給されている。鉄人仮面テムジン将軍配下の黒十字コマンド部隊は軍服を着用している。鼓笛隊に扮した者や、男女の人間態で行動した者もいる。
任務には忠実で、戦闘時に捕まっても黙秘を貫き、作戦のための自爆も厭わない。その一方で「キレンジャーが自分の解けなかったナゾナゾを戦闘中に捕まえたゾルダーに答えさせる」「野球仮面配下のゾルダー最後の1人が背番号0を見せて『俺は補欠だ!』と叫ぶ」と言ったコミカルな描写も多い。
劇場版『ジャッカー電撃隊VSゴレンジャー』などにも登場。
黒十字忍団
第64話より登場したゾルダーの精鋭部隊。「宇宙忍団」という地球外組織の協力を得て結成された。全身真っ黒なのは一般のゾルダーと同じだがベストや仮面がカラフルである。特別訓練を施されており、忍者のごとき身軽さと壁をすり抜けるなどの忍術を備えている。槍や剣を使った接近戦を得意とする。一般のゾルダーのように仮面怪人とともに任務に携わることはまれで、一般のゾルダーがやられた後に仮面怪人の合図で登場する。時に付き従っていた仮面怪人への刺客ともなる。タイヤ仮面配下のタイヤ忍団やイカリ仮面配下のイカリ忍団、鉄ヘビ仮面配下の鉄ヘビ忍団のように上役の仮面怪人に合わせた能力を持つ者たちもいる。
科学班
特に呼称はないが仮面怪人や特殊装置の製造など科学技術を要する作業に登場する。当初、俳優が顔出しで演じたが、後に全て白衣を着たゾルダーの姿になった。
鋼鉄軍団親衛隊員
テムジン将軍の側近で軍服調のジャケットを纏った2人組のゾルダー。
第42話でテムジン将軍がコンドラーで出撃した後の消息は不明。
アフリカ軍団親衛隊員
ゴールデン仮面大将軍の配下のうち、通常のゾルダー・忍団と大きく外見が異なり、古代エジプト兵のような恰好をしている側近のゾルダー2名。
最終回、大将軍が撃破された際に敬礼し、その後は総統の側近として行動。最終戦闘時に2人ともアカレンジャーを攻撃するが、かわされてお互いの斧が当たり死亡。
狼部隊
三ケ月仮面の配下。一般人に狼の染色体を植え付けて変身させたもの。三ヶ月仮面の持つ杖から発するムーンライト光線で操る。
足軽隊
剣道仮面の配下。足軽の格好をしており、ゾルダーの衣装を着けず、「ホイ!」という掛け声も出さない。
その他
黒十字軍構成員には俳優が顔出しで演じる軍人もおり、軍帽、軍服を着用している。大幹部送迎時にサイドカーを運転するなどの姿が見られた。

特殊構成員
仮面怪人やゾルダー以外で組織に所属している科学者やエージェント。イーグルから寝返って黒十字軍側についた者もおり、劇中で「待遇はイーグルよりもいい」と述べている。
サイボーグQ
第36話に登場。黒十字軍の女性諜報員。改造人間で、鋼鉄製の伸縮自在の爪を持つ。改造されたことにより黒十字軍の構成員として生きていくしかない旨を語っている。洗脳はされておらず、黒十字軍を裏切ったため処刑された。
死神博士
第53話に登場する科学者。大量殺戮兵器製造の罪で収監されていたイーグルの刑務所から野球仮面の手を借りて脱獄し、強引に自作のボール爆弾を提供させられる。その腹癒せに野球仮面直属のゾルダーを実験と称して大勢爆死させ、戦闘時にも野球仮面が大切にしている赤バットに新型銃で穴を開けて怒りを買い、銃殺刑に処せられた。
この時のボール爆弾は後に蛇口仮面（第56話）が同型の物を使用。
- 博士を演じた八名信夫はこの死神博士としての出演の後、病気で降板した安藤に代わって2代目黒十字総統に起用される。

ブラックシャドウ9
第79話に登場。黒十字軍の女性諜報員。江崎貴美子という名でスケート仮面が行う作戦の実行員として行動。作戦をかぎつけた海城には仲間のサイボーグを差し向け牽制した。

### 黒十字軍の戦力
虹の要塞
第15話に登場。虹仮面の前線基地。バリヤを装備。
アトランティス号
第21話より登場。古代アトランティス帝国によって製造されたが、その破壊力で1万1千年前にアトランティス大陸を滅亡させたとも言われている悪魔の飛行船。日本の富士山麓に隠されていたが、鉄人仮面テムジン将軍が隠し場所を記した地図の半分を入手。残り半分の地図は清水博士が持っていたが、息子を人質に取られたため、黒十字軍に協力。清水親子はゴレンジャーに助けられるものの、アトランティス号は黒十字軍の手に落ちた。主武装は艦砲のみであるため、鉄人仮面たちはゴンドラに機関銃などの装備を追加していた。
鉄人仮面は富士火山帯の地下に水爆を仕掛け、日本を沈没させて第二のアトランティスにする「アトランティス計画」を立案し、アトランティス号はゴレンジャーへの陽動作戦に利用されるが、第23話で乗っていた針金仮面と共に空中ゴレンジャーストームによって爆散した。
コンドラー
第35話より登場。黒十字総統がバリブルーン打倒のため、南米ナスカ高原から呼び寄せた戦闘機部隊の機体。自転車に蝙蝠状の主翼を付けたようなフォルムの単座軽戦闘機である。搭乗員が剥き出しで腹ばい式に搭乗するので防御力には欠けているが、機動力はバリブルーンを上回っている。武器は操縦席の機関銃、機首のコンドラーミサイルと、対象物の回収に用いられる2基の爪状アーム。
羽ばたいて飛行するオーニソプターで、基本的にゾルダーが操縦するが、話によってはその回の仮面怪人や大幹部自らが搭乗することもある。バリブルーンおよびバリドリーンと対戦すると必ず1機だけ撃墜されて撤退するのがパターンである。「アトランティス計画」では水爆を搭載したこともある。
戦艦
第36話に登場。軍艦仮面による「動く要塞作戦」に投入された。ロケットエンジンの働きで飛行し、コンドラーも搭載発進可能。キレンジャーのYTCから発射された超低周波光線で爆破された。
移動要塞ナバローン
第42話より登場。火の山仮面マグマン将軍が操る移動要塞。上部は岩山に偽装されており、上部を収納することで飛行と地中潜行が可能となる。戦闘時には上部の岩山部分を展開させて、多数のナバロン砲や毒ガス、長距離火炎砲ファイヤーロード、バリヤーで攻撃する。また、コンドラー飛行隊も搭載している。敵の攻撃に備えて、すべての部屋を切り離せる機能を持つが、それが仇となってゴレンジャーに設計図を奪われた上に彼らが誤ってコーヒーをかけてしまって浮き出た部分を解析されたことで、ゴレンジャーマシーンの自爆攻撃によって司令室と動力室、武器倉庫を破壊され、大爆発して崩壊した。
第43話では名前を聞いたキレンジャーが「はて、どっかで聞いたような名前たい」と言っている。
ツタンカーメン号
第55話に登場。大耳仮面によって指揮される飛行船。スフィンクス型の基地から発進し、猛毒細菌死の細菌ガスZを空中散布するツタンカーメンの呪い計画を行う。ガス散布のみを目的としているため、攻撃力や防御力は低いが破壊されるだけでもガスが拡散する怖れがあるためバリドリーンはうかつに攻撃できず、スペースウイングによって宇宙空間に運ばれて爆破された。
- 書籍『秘密戦隊ゴレンジャー大全集』では、ミニチュアはアトランティス号のものを改造したと推測している。

バットラー
第64話より登場。黒十字城の完成とともに導入された空中戦艦。軍艦に文字通り、蝙蝠状の主翼を持った姿をしており、艦首に固定式6連装砲を装備。コンドラーの母艦機能も持ち、共にバリドリーンを攻撃する。その他に大型ミサイル、爆弾、空中機雷なども装備。弱点は機首。初登場時にはバリドリーンを不時着に追い込むなどしたが、以降はスペースウイングによって撃墜されることが多い。
黒十字城
第64話より登場した黒十字軍の巨大飛行戦艦。多数のバットラーやコンドラーを搭載し、城自体が反重力装置によって飛行可能。バリドリーンの数倍の大きさをもち、反重力砲やウルトラ光線、機雷で攻撃する。また、凄まじい突風を噴出させることであらゆるものを吹き飛ばすことが可能となる。防御も完璧で、あらゆる攻撃をバリヤーによって弾き返す。その実態は黒十字総統が変身したもの。
万一に備えてダミーが複数存在する。黒十字城・バットラー・コンドラーの黒十字軍戦略航空部隊は、イーグルとゴレンジャーを苦しめたが、最終話でバリドリーンとスターマシーンの自爆攻撃を受けて滅んだ。
移動車両
主にゾルダーの輸送用として「トヨタ・ダイナ」「三菱 キャンター」などが使われた。サイドカーも使われ、仮面怪人や大幹部移動時の他、実戦に投入された。
黒十字軍装甲車（黒十字装甲車）
第47話より登場。大口径砲を搭載してバリドリーンなどへの対空兵器としても活躍した。黒とグレーの迷彩塗装が施されており、装甲を施すことで防御力を増している。
- ベース車両はスズキ・ジムニー。初期に登場していたジープを改造したものとされる。

## キャスト

### レギュラー
- 海城剛 / アカレンジャー - 誠直也
- 新命明 / アオレンジャー - 宮内洋
- 大岩大太 / キレンジャー - 畠山麦 （1 - 54, 67 - 84）[注釈 81]
- 熊野大五郎 / キレンジャー - だるま二郎 （55 - 67）
- ペギー松山 / モモレンジャー - 小牧りさ
- 明日香健二 / ミドレンジャー - 伊藤幸雄
- 加藤陽子（イーグル連絡員007）[注釈 82] - 鹿沼えり （71話まで）
- 林友子（イーグル連絡員008）[注釈 82] - 白川恵美（26話まで）
- 中村春子（イーグル連絡員009）[注釈 82] - 本田みき（20話まで）
- 加藤太郎 - 小沼宏之
- 黒十字軍総統 - 安藤三男（55話まで）[注釈 83]→八名信夫（56 - 84）
- 江戸川権八 - 高原駿雄[注釈 84]

### 声の出演
ナレーター以外は全てノンクレジット
- 日輪仮面 - 増岡弘 （15 - 20）
- 鉄人仮面テムジン将軍 (20 - 42)、火の山仮面マグマン将軍 (45 - 54)、ゴールデン仮面大将軍 (54 - 84) - 飯塚昭三
- 火の山仮面マグマン将軍 (42 - 44) - 依田英助
- ゴン - 京田尚子 （32 - 54、61、62）
- ナレーター - 田中信夫 (1 - 14)、大平透 (15 - 84)

### 主なゲスト出演者
カッコ内は出演話数。
- 海城分隊長 - はやみ竜次 (1)
- 幼稚園の先生 - 松谷紀代子 (1)
- 工藤博士 - 山本廉 (2)
- 工藤コウイチ - 菅野裕 (2)
- 黒十字軍科学者 - 杉義一(3)
- イーグル秘密工作員003 - 長沢大(3)
- 無藤博士 - 北原義郎 (4)
- 黒十字軍科学者 - 打田康比古 (4)
- イーグル隊員 - 加藤寿、日吉としやす (6)
- ルミ - 川島ゆかり (6)
- ルミの両親 - 片山滉、笠原玲子 (6)
- 白石 - 平松慎吾[注釈 85] (7)
- 白石リカ - 坂口浩子 (7)
- 先生 - 中村万里 (7)
- 警官 - 潮健志[注釈 86] (7)
- スコット - トニー・セテラ (8)
- エミ - エイミー岡田 (8)
- 医師 - 中村孝雄 (8)
- スネークセンター職員 - 叶年央（8）
- ジェイムス・サチコ - 安達由紀（8）
- ユキ - 蝦名由紀子 (10)
- 工藤博士 - 宇南山宏 (11,70)[注釈 87]
- 黒十字軍科学者 - 水原仗二（11）
- 江口所長 - 柄沢英二 (14)
- 清崎博士 - 晴海勇三（14）
- 執事[注釈 88]  - 潮健志 (14)
- 白滝博士 - 笹川恵三 (14)
- 洋館の美女（ドクロ仮面） - 安達由紀（14）
- プールサイドの子供 - 鈴木まさゆき（16）
- みどり - 池谷智南 (18)
- ミス・サファイヤ - 賀川雪絵 (19)
- ミス・サファイヤの手下 - 新海丈夫、木下陽夫 (19)
- 清水博士 - 轟謙二 (21 - 23)
- イサム - 庄野たけし (21 - 23)
- 松本博士 - 稲川善一 (26)
- 内山博士 - 倉石一旺 (26)
- イーグル秘密情報員0010 - 斉藤真 (27)
- 吉野博士 - 入江正徳 (28)
- 吉野たみ - 瀬島充貴 (28)
- 大田黒 - 大田黒武生（28）
- 博士 - 梶哲也 (29)
- 黒十字軍のスパイ - 上野山功一[注釈 89] (31)
- 秋月参謀 - 小林勝彦 (32)
- イーグル参謀 - 中田博久 (33)
- 黒十字軍科学者 - 村上幹男 (34)
- イーグル科学者 - 大矢兼臣 (34)
- 街のおばさん（ゾルダー） - 由起艶子 (34)
- 水木亜矢（サイボーグQ） - 富士谷ひろみ (36)
- 黒潮十兵衛 - 轟謙二 (38,39)
- 十兵衛の兄 - 名川定郎（38）
- 隕石を拾った子供たち - 鈴木まさゆき、伊坂あゆみ、伊坂あきら、伊坂ひろみ、森川ひとみ、森川ふとし (39)
- イーグル連絡員008[注釈 90] - 内藤みどり （40）
- 能協力 - 野村四郎 (40)
- 谷口博士 - 富田浩太郎 (41)
- 谷口マコ - 松下実加 (41)
- 幼稚園の先生 - 奈三恭子 (47)
- 女の子 - 戸川絵夢 (48)
- イーグル中央研究所所長（つの骨仮面） - 杉義一（49）
- 講談師（鉄ワナ仮面） - 潮健児（50）
- ミスターX - 依田英助 (51)
- 若山教授 - 片山滉 (52)
- 清水博士 - 村上幹夫 (52)
- イーグル秘密情報員0079 - 柄沢英二 (52)
- 高木総司令 - 大木史朗 (52)
- 黒十字軍科学者 - 細井雅男 (52)
- 青年 - 小林文隆 (52)
- 死神博士 - 八名信夫 (53)
- 刑務所の医師 - 大矢兼臣 (53)
- 西多摩市の市長（トサカ仮面） - 田島義文 (57)
- トラックの運転手 - ラビット関根[注釈 91] (57)
- 喫茶店でペギーを探す男 - 南雲佑介 (57)
- 母親 - 安達由起 (58)
- 子供 - 田遠実 (58)
- 左久井アナウンサー - 岸野和彦（58）
- 大郷分隊長 - 轟謙二 (59,60)
- 中林 - 山本廉 (59)
- 中林夫人 - 由起艶子 (59)
- 横井博士 - 杉義一 (60)
- 洋館の女性 - 田中京子 (62)
- 自転車の少年 - 猪野塚弘之 (62)
- 駐在 - 人見きよし (62)
- 黒田博士 - 加地健太郎 (66)
- 黒田博士の妻 - 沢柳迪子 (66)
- 黒田博士の息子 - 谷村隆之 (66)
- 研究員 - 西園寺宏(67)
- 医師 - 村上幹夫 (67)
- イーグル諜報部員 - 和田一壮 (68)
- 中原団地の子供 - 七五三木猛明 (68)
- 警官 - 亀山達也、畑中猛重（69）
- 主婦 - 山本緑、八百原寿子（69）
- イーグル諜報部員0017 - 岩田広之(70)
- 松井教授 - 斎藤英雄 (71)
- 謎のバレリーナ - 蓮見里美 (71)
- イーグル小隊長 - 松本伊佐武（73）
- イーグル隊員 - 大田黒武生、叶年央（73）
- 村山 - 岸野一彦（75）
- 村山の妻 - 金子弘美（75）
- ガソリンスタンドの店員 - 三橋洋一（75）
- 記者 - 岸本功（75）
- 小村道子（鉄ヘビ仮面） - 藍とも子 (77)
- 太田典子 - 小関典子(77)
- 典子の両親 - 纓片達雄、花原照子 (77)
- 村の駐在 - 里木佐甫良 (77)
- 黒川隊員 - 大前均 (78)
- TVアナウンサー - 篠原大作 (78)
- 江崎貴美子（ブラックシャドウ9） - 岡田杏子 (79)
- 航空社員 - 浦信太郎 (79)
- スポーツクラブ支配人 - 山崎満 (79)
- 工事現場監督 - 高杉哲平 (79)
- アパートの大家 - 北川巧 (79)
- 冬季訓練の指導官（ゾルダー） - 島村卓志 (79)
- スポーツクラブ会員（刺客サイボーグ） - 原田力 (79)
- 田村博士 - 相沢治夫 (80)
- 田村陽一 - 寺嶋浩昭 (80)
- 横田鉄也少尉 - 伴直也 (81)
- 横田めぐみ（鉄也の妹） - 結城なほ子 (81)
- イーグル裁判長 - 稲川善一 (81)
- イーグル検察官 - 川上大輔 (81)
- イーグル弁護人 - 平松慎吾 (81)
- 石原純子（イーグル諜報部員003） - 日野麗子 (82)
- マジシャン（ヨーヨー仮面） - 滝雅也 (82)
- 大古次郎[注釈 92] （ダイガー仮面） - 池田駿介 (83)
- 川辺教授 - 弘松三郎 (83)
- 新田博士 - 南祐輔 (83)
- 広木博士 - 山本武 (83)
- 医師 - 酒井郷博 (83)

### スーツアクター
66話までは大野剣友会が、67話以降はジャパンアクションクラブ（JAC）がアクションを担当した。前者では剣戟を応用した集団戦が、後者ではスピード感あるアクションが特徴となっており、それぞれの得意分野が取り入れられている。
新堀和男によると大野剣友会時代のベストメンバーは「アカ・新堀、アオ・中屋敷、キ・前田、モモ・栗原、ミド・中村」とのことであるが、実際にこの組み合わせが実現したのは1,2回程度だという。
アカレンジャー役を務めたJACの大葉健二（高橋健二）は、JAC担当になった当初は誠直也から要望を出されたが、誠がアフレコでスタントの様子を見てからは何も言われなくなり、大葉は自分たちが認められたと感じたという。

#### 大野剣友会 (1 - 66)
- アカレンジャー[出典 44]、日輪仮面[31]、火の山仮面マグマン将軍[31]、鉄人仮面テムジン将軍[145]、仮面怪人[31]（機関車仮面[145]ほか）、アオレンジャー（代役）[146] - 新堀和男
- アカレンジャー（トランポリン）[31]、ミドレンジャー（代役）[31]、仮面怪人[31]（武者仮面[145]、ガンマン仮面[147] ほか） - 湯川泰男
- アオレンジャー（後期）[148][31]、鉄人仮面テムジン将軍[149]、機関車仮面[31] - 中屋敷鉄也
- アオレンジャー（代役）[31]、黄金仮面[145] - 河原崎洋夫
- アオレンジャー[80][31] - 湯浅洋行
- キレンジャー[82][31]、仮面怪人[31] - 前田直高
- キレンジャー[31] - 天野正登
- キレンジャー[150] - 田中耕三郎
- モモレンジャー（初期）[83] - 内藤みどり
- モモレンジャー[83][31] - 清田真妃
- モモレンジャー[31] - 栗原良二
- アオレンジャー（トランポリン）[31]、キレンジャー[31]、モモレンジャー[31]、仮面怪人[31]（ガンマン仮面[151]、電話仮面[152]、青すじ仮面[151]ほか）、ゾルダー[151] - 上田弘司
- モモレンジャー[31]、仮面怪人[31] - 小沢章治
- ミドレンジャー[31]、アカレンジャー（代役）[31]、アオレンジャー（初期）[80][31] - 中村文弥
- ミドレンジャー[31]、日輪仮面[119]、仮面怪人[31] [注釈 93] - 橋本春彦
- ミドレンジャー[84] - 尚川泰男

#### ジャパンアクションクラブ (67 - 84)
- アカレンジャー[出典 45] - 高橋健二
- アオレンジャー[80][157]、アカレンジャー（代役）[157]、仮面怪人[159] - 岡本美登
- キレンジャー[160] - 建部豊
- モモレンジャー[160][161] - 横山稔
- ミドレンジャー[出典 46] - 村上潤
- アカレンジャー（代役）[163] - 春田三三夫
- アオレンジャー（代役）[157] - 益田哲夫

## スタッフ
- 原作 - 石森章太郎
- 連載 - 週刊少年サンデー（ - 第55話）、てれびくん（第49話 - 第84話）、小学館学習雑誌、テレビランド
- 脚本 - 上原正三、高久進、新井光、曽田博久、平山公夫、藤川桂介
- プロデューサー - （東映）平山亨、吉川進（第5話 - ）、深沢道尚（第64話 - 第71話）、（NET）萩野隆史
- 音楽 - 渡辺宙明
- 音楽制作 - あんだんて
- 撮影 - 原秀夫、森喜弘、吉田重業、高梨昇、山沢義一、小川康男、加藤弘章
- 照明 - 戸塚和夫、城田昌貞、安藤真之助、小宮山靖夫、元持秀雄、小林和夫、銀屋謙蔵
- 美術 - 小川富美夫、市丸博幸、阿部三郎
- 仕上制作 - 映広音響
- 録音 - 太田克己
- 編集 - 菅野順吉、松本高行
- 効果 - 平田靖、松田昭彦、伊藤克己、大平隆義（イシダサウンドプロ）
- 選曲 - 村田好次
- 助監督 - 平山公夫、福島孔道、高橋正治、天間敏広、松本喜隆、小林俊夫、真川敏夫
- 記録 - 紀志一子、川村澪子、堀よし子、平田穂美、船津一、安倍伸子、植村よし子、久保田民子、宮瀬淳子、田畑三代
- 技斗
  - 大野剣友会（第1 - 66話）高橋一俊（第1 - 23話[30]）、池田力也（第24 - 26話[30]）、岡田勝（第27 - 66話[30]）
  - JAC（第67話 - 第84話）山岡順二[30]
- 進行主任 - 大里俊博、小迫進、野津修平、川上正行、山中喆、原田良彦、川口秀雄、工藤孝行
- 特殊造形 - エキスプロダクション
- メークアップ - 佐藤せつ子、のざねまさえ、入江プロ、北島操
- 装置 - 日向勤
- トランポリン - 湯川泰男（第1話 - 第66話）
- 衣裳 - 東京衣裳
- 現像 - 東映化学
- 特撮研究所 - 鈴木昶
  - 特撮監督 - 矢島信男（ノンクレジット）
- 大平特殊効果 - 菊地潔
- オートバイアクション - 室町健三
- オートバイ協力 - スズキ自動車
- 制作担当 - 佐久間正光、大里俊博、伊東暉雄
- 監督 - 竹本弘一、山田稔、田口勝彦、折田至、北村秀敏、小西通雄
- 制作 - NET[注釈 94]、東映

## 音楽
主題歌
オープニングテーマ「進め! ゴレンジャー」
作詞：石森章太郎 / 作曲・編曲：渡辺宙明 / 歌：ささきいさお、堀江美都子、コロムビアゆりかご会
エンディングテーマ
「秘密戦隊ゴレンジャー」（第1 - 63話）
作詞：八手三郎 / 作曲・編曲：渡辺宙明 / 歌：ささきいさお、こおろぎ'73
バトルシーンでも使用された。後半にはインストゥルメンタル版も使用されている。番組名がタイトルに使われたため、オープニングと混同されることがある。
「見よ!! ゴレンジャー」（第64 - 84話）
作詞：石森章太郎 / 作曲・編曲：渡辺宙明 / 歌：ささきいさお、こおろぎ'73、ウィルビーズ
メインボーカルのささきいさおの歌唱部分は1パートのみで、その他はナレーションで参加している。歌詞は第64話から第68話までは前半1番＋後半3番が使用され、バリキキューンが登場した第69話からは1番に変更された。また第66話まではテロップが「秘密戦隊ゴレンジャー」のままだった。

挿入歌
「とべ! バリブルーン」（第13・19・22・23・28・32話）
作詞：赤井圭 / 作曲・編曲：渡辺宙明 / 歌：ささきいさお、こおろぎ'73
第15・24・26・35・37・39・42話ではインストゥルメンタル版が使用された。
「青い空からアオレンジャー」
作詞：石森章太郎 / 作曲・編曲：渡辺宙明 / 歌：ささきいさお
第17話ではインストゥルメンタル版が使用された。
「ナゾナゾのミドレンジャー」
作詞：赤井圭 / 作曲・編曲：渡辺宙明 / 歌：ささきいさお、堀江美都子、コロムビアゆりかご会
第22話ではインストゥルメンタル版が使用された。また、中盤では予告編BGMとしても使用された。
- 作曲した渡辺は子供向けにしたと述べており、印象に残った曲に挙げている。

「進めゴレンジャーマシン」
作詞：吉井勝 / 作曲・編曲：渡辺宙明 / 歌：ささきいさお、こおろぎ'73
第15・17・18話ではインストゥルメンタル版が使用された。
「花のモモレンジャー」
作詞：田中守 / 作曲・編曲：渡辺宙明 / 歌：堀江美都子
- 作曲した渡辺は大人っぽさを意識したと述べている。

「悪魔の黒十字軍」
作詞：土井信 / 作曲・編曲：渡辺宙明 / 歌：こおろぎ'73
第15・34・61話ではインストゥルメンタル版が使用された。
- 作曲した渡辺は、悪の組織の曲が一番難しいと述べている。

「ゴレンジャーストーム」
作詞：石森章太郎 / 作曲・編曲：渡辺宙明 / 歌：ささきいさお、堀江美都子、こおろぎ'73
第16・17話ではインストゥルメンタル版が使用された。
「ゴレンジャー絵かきうた」
作詞：石森章太郎 / 作曲・編曲：渡辺宙明 / 歌：堀江美都子
第18話ではインストゥルメンタル版が使用された。
「おいどん大喰いキレンジャー」
作詞：赤井圭 / 作曲・編曲：渡辺宙明 / 歌：こおろぎ'73、コロムビアゆりかご会
第55話ではインストゥルメンタル版が使用された。
「赤い力だアカレンジャー」
作詞：田中守 / 作曲・編曲：渡辺宙明 / 歌：ささきいさお
「ゴレンジャーがやってくる」
作詞：八手三郎 / 作曲・編曲：渡辺宙明 / 歌：ささきいさお、ザ・チャープス
インストゥルメンタル版は第43話の冒頭、新命がバリドリーンの操縦訓練をするシーンで初使用。また、同話からゴレンジャーハリケーンのシーンに毎回のように使用された。なお、放送当時に発売された企画アルバムにインスト版が収録されているが、これは劇中未使用のもの。実際に使用されたバージョンは1996年当時は音源が行方不明になっており、1997年の時点でも発見できなかったが、その後選曲の村田好次がコピーテープを保存していることが判明し、2016年5月25日発売の『秘密戦隊ゴレンジャー オリジナル・サウンドトラック』に初収録された。
「バリドリーンの歌」
作詞：上原正三 / 作曲・編曲：渡辺宙明 / 歌：ささきいさお、こおろぎ'73
第42話ラストのバリドリーン初登場のシーンで初使用。以降、バリドリーンやバリタンクの戦闘シーンに歌入り版・インストゥルメンタル版の両方が頻繁に使用されている。後半の予告編BGMとしても使用された（最後の音のみ「ゴレンジャーがやってくる」を編集で繋げている）。
「戦いおわって」
作詞：八手三郎 / 作曲・編曲：渡辺宙明 / 歌：ささきいさお、こおろぎ'73
「見よ!! ゴレンジャー」の発表が本作品の主題歌・挿入歌LPの発売後だったため、同シングルのB面曲として作られた。作中未使用。
上記の他、第77話で「君と僕のブルース」「二色の独楽」が、第79話で「S・O・S」「メランコリー」が挿入歌として使用されている。

## 放送日程
サブタイトルはいずれも「○○! ××」（第64話から「○○!! ××」）というフォーマットで統一。また色名が必ず入れられている。
1975年12月13日に第14話、1976年1月24日に第20話、2月21日に第25話、3月6日に第26話、8月14日に第53話、8月21日に第54話、1977年3月5日に第1話、3月19日に第2話を再放送。
1976年6月26日は、「アントニオ猪木対モハメド・アリ」中継を始めとしたスポーツ特別番組『格闘技世界一決定戦』（19:30 - 21:21）のため放送休止。「猪木対アリ」戦では本番組よりモモレンジャー役の小牧リサと、同局で放映中の『ベルサイユのトラック姐ちゃん』より山本由香利（ゆか里）が、劇中の衣装で登場し花束贈呈を担当。その模様は試合中継映像のDVD「燃えろ! 新日本プロレス エクストラ 猪木VSアリ 伝説の異種格闘技戦」にて確認できる。
| 放送日         | 放送回 | サブタイトル                         | 登場怪人 | 脚本              | 技斗     | 監督     |
| -------------- | ------ | ------------------------------------ | --- | ----------------- | -------- | -------- |
| 1975年04月05日 | 1      | 真赤な太陽！無敵ゴレンジャー         | - 黄金仮面（声 - 西尾徳） - 武者仮面（声 - 島田彰） - 青銅仮面（声 - 竹内靖） - ヒスイ仮面（声 - 篠田薫） - 毒ガス仮面 | 上原正三          | 高橋一俊 | 竹本弘一 |
| 4月12日        | 2      | 青い地球！死の砂漠化計画             | - 武者仮面 | 上原正三          | 高橋一俊 | 竹本弘一 |
| 4月19日        | 3      | 大逆襲！黄色いつむじ風               | - 青銅仮面 | 上原正三          | 高橋一俊 | 山田稔   |
| 4月26日        | 4      | 紅のキック！砕けミクロ大作戦         | - ヒスイ仮面 - 毒ガス仮面                                                                                              | 上原正三          | 高橋一俊 | 山田稔   |
| 5月03日        | 5      | みどり色の怒り 不死身ガス人間        | - 毒ガス仮面（声 - 丸山詠二）                                                                                          | 上原正三          | 高橋一俊 | 田口勝彦 |
| 5月10日        | 6      | 赤い謎！スパイルートを海に追え       | - 鉄輪仮面（声 - 依田英助）                                                                                            | 上原正三          | 高橋一俊 | 田口勝彦 |
| 5月24日        | 7      | ピンクの月光！オオカミ部隊           | - 三ヶ月仮面（声 - 飯塚昭三） - 毒牙仮面 - 狼人間                                                                      | 上原正三          | 高橋一俊 | 山田稔   |
| 5月31日        | 8      | 黒い恐怖！殺しの毒牙                 | - 毒牙仮面（声 - 渡部猛）                                                                                              | - 高久進 - 新井光 | 高橋一俊 | 山田稔   |
| 6月07日        | 9      | 青い影法師 バリブルーン秘密戦略      | - 魔女仮面（声 - 京田尚子）                                                                                            | 上原正三          | 高橋一俊 | 折田至   |
| 6月14日        | 10     | 赤い風船！風速100メートル            | - ツバサ仮面（声：飯塚昭三）                                                                                           | 上原正三          | 高橋一俊 | 折田至   |
| 6月21日        | 11     | みどり色の戦慄！耳地獄からの脱出     | - 舟耳仮面（声 - 西尾徳）                                                                                              | 上原正三          | 高橋一俊 | 山田稔   |
| 6月28日        | 12     | 銀色の超エネルギー！焦熱地獄         | - 銀熱仮面（声 - 渡部猛）                                                                                              | - 高久進 - 新井光 | 高橋一俊 | 山田稔   |
| 7月05日        | 13     | ピンクの秘密！人間爆弾を倒せ         | - 角仮面（声 - 飯塚昭三） - 人間爆弾                                                                                   | 上原正三          | 高橋一俊 | 田口勝彦 |
| 7月12日        | 14     | 赤い棺桶！ドクロ屋敷の怪             | - ドクロ仮面（声 - 丸山詠二）                                                                                          | 曽田博久          | 高橋一俊 | 田口勝彦 |
| 7月26日        | 15     | 青い大要塞！大暴れバリブルーン       | - 虹仮面（声 - 岩名雅記） - 鏡仮面（声 - 丸山詠二）                                                                    | 上原正三          | 高橋一俊 | 竹本弘一 |
| 8月02日        | 16     | 白い怪奇！鏡の中の目                 | - 鏡仮面 - 黒髪仮面（声 - 西尾徳）                                                                                     | 上原正三          | 高橋一俊 | 竹本弘一 |
| 8月09日        | 17     | むらさき色の遊園地！悪魔の墓場       | - 黒髪仮面 | - 高久進 - 新井光 | 高橋一俊 | 山田稔   |
| 8月16日        | 18     | 戦慄の黒十字軍！（秘）作戦で攻撃せよ | - 一つ目仮面（声：丸山詠二）                                                                                           | 平山公夫          | 高橋一俊 | 山田稔   |
| 8月23日        | 19     | 青い火花！海に浮かぶスパイ戦線       | - 剣仮面（声 - 飯塚昭三）                                                                                              | 藤川桂介          | 高橋一俊 | 田口勝彦 |
| 8月30日        | 20     | 真赤な死闘！日輪仮面対アカレンジャー | ‐ | 上原正三          | 高橋一俊 | 田口勝彦 |
| 9月06日        | 21     | 青い驚異！古代から来た怪飛行船       | - 砲丸仮面（声 - 岩名雅記） - 歯車仮面（声 - 丸山詠二）                                                                | 上原正三          | 高橋一俊 | 山田稔   |
| 9月13日        | 22     | 黄色い空襲！アトランティスの悪夢     | - 歯車仮面 - 針金仮面（声 - 西尾徳）                                                                                   | 上原正三          | 高橋一俊 | 山田稔   |
| 9月20日        | 23     | みどりの空中戦！怪飛行船の最期       | - 針金仮面 - カミソリ仮面（声 - 和田周）                                                                               | 上原正三          | 高橋一俊 | 山田稔   |
| 10月04日       | 24     | 青い怒り！強烈ミドメラン大逆襲       | - カミソリ仮面 - 八ツ目仮面（声 - 細井雅男）                                                                           | 上原正三          | 池田力也 | 田口勝彦 |
| 10月11日       | 25     | 真赤な導火線！八ツ目の魚雷攻撃       | - 八ツ目仮面 | - 高久進 - 新井光 | 池田力也 | 田口勝彦 |
| 10月18日       | 26     | 青すじ七変化！恐怖の毒薬博士         | - 青すじ仮面（声 - 清川元夢）                                                                                          | 曽田博久          | 池田力也 | 田口勝彦 |
| 10月25日       | 27     | 黄色い物体Q! ゴレンジャー基地SOS     | - 鉄の爪仮面（声 - 増岡弘）                                                                                            | 上原正三          | 岡田勝   | 折田至   |
| 11月01日       | 28     | 赤い大噴火！地底基地に潜入せよ       | - 鉄グシ仮面（声 - 依田英助）                                                                                          | 上原正三          | 岡田勝   | 山田稔   |
| 11月08日       | 29     | 赤い追撃！なぞの封印列車             | - 扉仮面（声 - 岩名雅記）                                                                                              | 曽田博久          | 岡田勝   | 折田至   |
| 11月15日       | 30     | 金色の火柱！機雷連続大爆発           | - 機雷仮面（声 - 丸山詠二）                                                                                            | - 高久進 - 新井光 | 岡田勝   | 山田稔   |
| 11月22日       | 31     | 黒い挑戦状！怒れ五つの正義の星       | - 鉄カン仮面（声 - 岩名雅記）                                                                                          | 平山公夫          | 岡田勝   | 山田稔   |
| 11月29日       | 32     | 青い熱風！バリブルーン応答なし       | - 大ナタ仮面（声 - 増岡弘）                                                                                            | 上原正三          | 岡田勝   | 北村秀敏 |
| 12月06日       | 33     | 赤い標的！にせものゴレンジャー出現   | - 鉄ヒメ仮面（声 - 清川元夢）                                                                                          | 曽田博久          | 岡田勝   | 北村秀敏 |
| 12月20日       | 34     | 黄色いスパイ戦！見たかYTCの威力      | - 赤面仮面（声 - 依田英助）                                                                                            | 上原正三          | 岡田勝   | 北村秀敏 |
| 12月27日       | 35     | 黒い大怪鳥！コンドラー戦斗爆撃隊     | - スチール仮面（声 - 大宮悌二）                                                                                        | 上原正三          | 岡田勝   | 田口勝彦 |
| 1976年01月10日 | 36     | 真赤な猛進撃！動く要塞無敵戦艦       | - 軍艦仮面（声 - 渡部猛） - サイボーグQ                                                                                | 上原正三          | 岡田勝   | 田口勝彦 |
| 1月17日        | 37     | 真白い閃光！黒十字総統の正体         | - フォーク仮面（声 - 依田英助）                                                                                        | 上原正三          | 岡田勝   | 田口勝彦 |
| 1月31日        | 38     | 青い断崖！悪魔の海賊宝さがし         | - 海賊仮面（声 - 西尾徳）                                                                                              | 曽田博久          | 岡田勝   | 山田稔   |
| 2月07日        | 39     | 真赤な日本海！怪隕石の超能力         | - 岩面仮面（声 - 丸山詠二）                                                                                            | 曽田博久          | 岡田勝   | 山田稔   |
| 2月14日        | 40     | 紅の復讐鬼！地獄のモモレンジャー     | - 鉄カゴ仮面（声 - 依田英助）                                                                                          | 上原正三          | 岡田勝   | 田口勝彦 |
| 2月28日        | 41     | 黒い大逆転！鳥取砂丘の攻防戦         | - 鉄獅子仮面（声 - 依田英助）                                                                                          | 曽田博久          | 岡田勝   | 山田稔   |
| 3月13日        | 42     | 黒の鉄人死す！さらばバリブルーン     | ‐ | 上原正三          | 岡田勝   | 竹本弘一 |
| 3月20日        | 43     | 真赤な不死鳥！無敵バリドリーン登場   | - ダイヤモンド仮面（声 - 野島昭生）                                                                                    | 上原正三          | 岡田勝   | 竹本弘一 |
| 3月27日        | 44     | 青い万能戦車！バリタンク発進         | - エレキ仮面（声 - 丸山詠二）                                                                                          | 上原正三          | 岡田勝   | 竹本弘一 |
| 4月03日        | 45     | 暗黒の剣鮫！海の殺し屋襲来           | - 剣ザメ仮面（声 - 丸山詠二）                                                                                          | 上原正三          | 岡田勝   | 山田稔   |
| 4月10日        | 46     | 黒い超特急！機関車仮面大暴走         | - 機関車仮面（声 - 島田彰）                                                                                            | 上原正三          | 岡田勝   | 山田稔   |
| 4月17日        | 47     | 赤い大逆襲！怒りのゴレンジャー       | - 鳥牙仮面（声 - 野島昭生）                                                                                            | 上原正三          | 岡田勝   | 山田稔   |
| 4月24日        | 48     | 黒い補給基地！遊園地危機一髪         | - カメラ仮面（声 - 大宮悌二）                                                                                          | - 高久進 - 新井光 | 岡田勝   | 田口勝彦 |
| 5月01日        | 49     | みどりの大脱走！卍のトリックプレイ   | - つの骨仮面（声 - 丸山詠二、人間態 - 杉義一）                                                                         | 曽田博久          | 岡田勝   | 田口勝彦 |
| 5月08日        | 50     | 青い翼の秘密！危うしバリドリーン     | - 鉄ワナ仮面（声 - 依田英助、人間態 - 潮健児）                                                                         | 曽田博久          | 岡田勝   | 田口勝彦 |
| 5月15日        | 51     | 青いニセ札づくり！夕陽のガンマン     | - ガンマン仮面（声 - 青森伸）                                                                                          | 曽田博久          | 岡田勝   | 山田稔   |
| 5月29日        | 52     | ピンクの電話鬼！殺しのダイヤル       | - 電話仮面（声 - 増岡弘）                                                                                              | 上原正三          | 岡田勝   | 山田稔   |
| 6月05日        | 53     | 赤いホームラン王！必殺の背番号1      | - 野球仮面（声 - 永井一郎） - 死神博士                                                                                 | 曽田博久          | 岡田勝   | 山田稔   |
| 6月19日        | 54     | 真赤な挑戦！火の山最期の大噴火       | ‐ | 上原正三          | 岡田勝   | 田口勝彦 |
| 7月03日        | 55     | 金色の大将軍！ツタンカーメンの呪い   | - 大耳仮面（声 - 坂井すみ江）                                                                                          | 上原正三          | 岡田勝   | 田口勝彦 |
| 7月10日        | 56     | 青い夏休み！魔の殺人海岸             | - 蛇口仮面（声 - 大宮悌二）                                                                                            | - 高久進 - 新井光 | 岡田勝   | 山田稔   |
| 7月31日        | 57     | 黒い包囲網！五つの顔のペギー         | - トサカ仮面（声 - 丸山詠二、人間態 - 田島義文）                                                                       | 曽田博久          | 岡田勝   | 山田稔   |
| 8月07日        | 58     | 真赤な野望！総統閣下の黄金城         | - パラボラ仮面（声 - 依田英助）                                                                                        | 上原正三          | 岡田勝   | 山田稔   |
| 9月04日        | 59     | 真赤な南国！謎のゴールド大作戦       | - 死の鳥仮面（声 - 丸山詠二）                                                                                          | 上原正三          | 岡田勝   | 山田稔   |
| 9月11日        | 60     | 青い瀬戸内海！浮ぶ秘密要塞島         | - 妖貝仮面（声 - 増岡弘）                                                                                              | 曽田博久          | 岡田勝   | 山田稔   |
| 9月18日        | 61     | 桃色のKOパンチ！エンドボール勝負     | - 牛靴仮面（声 - 依田英助）                                                                                            | 曽田博久          | 岡田勝   | 山田稔   |
| 9月25日        | 62     | 白い怪奇！死神館の罠                 | - アバラ仮面（声 - 和久井節緒）                                                                                        | 上原正三          | 岡田勝   | 田口勝彦 |
| 10月02日       | 63     | 黒い電光石火！飛び出す大砲           | - テレビ仮面（声 - 依田英助）                                                                                          | 曽田博久          | 岡田勝   | 田口勝彦 |
| 10月16日       | 64     | 青いUFO!! 宇宙軍団大襲来             | - 時計仮面（声 - 増岡弘）                                                                                              | 上原正三          | 岡田勝   | 竹本弘一 |
| 10月23日       | 65     | 真赤な決死隊!! 殴りこみ黒十字城      | - 落葉仮面（声 - 依田英助）                                                                                            | 上原正三          | 岡田勝   | 竹本弘一 |
| 10月30日       | 66     | 赤い人質交換!! バットラー大爆撃      | - 風車仮面（声 - 青森伸）                                                                                              | - 高久進 - 新井光 | 岡田勝   | 竹本弘一 |
| 11月06日       | 67     | 真赤な特攻!! キレンジャー夕陽に死す  | - カンキリ仮面（声 - 増岡弘）                                                                                          | 上原正三          | 山岡順二 | 小西通雄 |
| 11月13日       | 68     | ピンクの反乱!! 針・針・針の大攻撃    | - 注射仮面（声 - 丸山詠二）                                                                                            | - 高久進 - 新井光 | 山岡順二 | 小西通雄 |
| 11月20日       | 69     | 五色の新兵器!! バリキキューン発進    | - パイナップル仮面（声 - 依田英助）                                                                                    | 上原正三          | 山岡順二 | 山田稔   |
| 11月27日       | 70     | 青い逆襲!! 宇宙特急をストップせよ    | - タイヤ仮面（声 - 丸山詠二）                                                                                          | 上原正三          | 山岡順二 | 山田稔   |
| 12月04日       | 71     | 真赤な大決戦!! 地球移動計画          | - ピアノ仮面（声 - 増岡弘）                                                                                            | 上原正三          | 山岡順二 | 山田稔   |
| 12月11日       | 72     | 青い機密!! 解体されたバリドリーン    | - イカリ仮面（声 - 依田英助）                                                                                          | 上原正三          | 山岡順二 | 竹本弘一 |
| 12月18日       | 73     | 黒いつむじ風!! 勝負だ！一直線        | - 剣道仮面（声 - 丸山詠二）                                                                                            | 上原正三          | 山岡順二 | 竹本弘一 |
| 12月25日       | 74     | 青い大寒波!! 地球氷づけ作戦          | - 眼鏡仮面（声 - 青森伸）                                                                                              | - 高久進 - 新井光 | 山岡順二 | 竹本弘一 |
| 1977年01月08日 | 75     | 真赤な火炎地獄!! ストーブ仮面の陰謀  | - ストーブ仮面（声 - 依田英助）                                                                                        | 上原正三          | 山岡順二 | 田口勝彦 |
| 1月15日        | 76     | 真赤な潜入!! 君は海城剛を見たか？    | - 鉄グモ仮面（声 - 滝雅也）                                                                                            | 曽田博久          | 山岡順二 | 田口勝彦 |
| 1月22日        | 77     | 黒い恐怖!! 吸血へび女                | - 鉄ヘビ仮面（声 - 東美江、人間態 - 藍とも子）                                                                         | 上原正三          | 山岡順二 | 田口勝彦 |
| 1月29日        | 78     | 黒い妨害電波!! 原始の雄叫び          | - マンモス仮面（声 - 依田英助）                                                                                        | - 高久進 - 新井光 | 山岡順二 | 山田稔   |
| 2月05日        | 79     | 真赤な追跡!! 姿なき暗殺者の正体      | - スケート仮面（声 - 丸山詠二） - ブラックシャドウ9                                                                    | 上原正三          | 山岡順二 | 山田稔   |
| 2月12日        | 80     | 真赤な敵中横断！希望への脱出         | - 鋼鉄虎仮面（声 - 北山年夫）                                                                                          | 曽田博久          | 山岡順二 | 山田稔   |
| 2月19日        | 81     | 黒い疑惑!! 殺人スパイの罠            | - 鉄ビン仮面（声 - 依田英助）                                                                                          | 上原正三          | 山岡順二 | 田口勝彦 |
| 2月26日        | 82     | 黒い魔術師!! 人形館の怪?!            | - ヨーヨー仮面（声 - 滝雅也）                                                                                          | 曽田博久          | 山岡順二 | 田口勝彦 |
| 3月12日        | 83     | オレンジ色の初恋!! 吼える大都会      | - ダイガー仮面（声 - 依田英助、素体 - 池田駿介）                                                                       | 上原正三          | 山岡順二 | 田口勝彦 |
| 3月26日        | 84     | 真赤な大勝利!!永久に輝け五ツ星       | ‐ | 上原正三          | 山岡順二 | 山田稔   |

## 放送局
- NETテレビ（制作局）：土曜 19:30 - 20:00
- 北海道テレビ：土曜 19:30 - 20:00
- 青森放送：火曜 17:55 - 18:25[199]
- テレビ岩手：金曜 18:00 - 18:30[200]
- 秋田放送：木曜 17:00 - 17:30[201]
- 山形テレビ：月曜 18:00 - 18:30[202]
- 宮城テレビ：金曜 18:00 - 18:30（1975年10月3日まで）[203]
  - 東日本放送：土曜 19:30 - 20:00（1975年10月4日から）[204]
- 福島中央テレビ：月曜 18:00 - 18:30[205]
- 新潟放送：金曜 17:30 - 18:00[206]
- テレビ山梨：月曜 18:00 - 18:30[207]
- 長野放送 : 火曜 18:00 - 18:30 [208]
- 静岡放送：金曜 17:30 - 18:00[209]
  - 静岡けんみんテレビ：日曜 18:30 - 19:00(1979年7月1日 - )[210]
- 北日本放送：水曜 16:50 - 17:20（1975年10月8日放送開始）[211]
- 石川テレビ：火曜 18:00 - 18:30[212]
- 福井放送：火曜 18:00 - 18:30（1976年4月6日放送開始）[213]
- 名古屋放送：水曜 19:00 - 19:30
- 朝日放送：土曜 18:00 - 18:30（先行放送）[注釈 109]
- 山陰中央テレビ：金曜 18:00 - 18:30[214]
- テレビ岡山：金曜 17:00 - 17:30（1976年2月13日 - ）
- 広島ホームテレビ：土曜 19:30 - 20:00
- テレビ山口：日曜 11:30 - 12:00
- 四国放送
- 瀬戸内海放送：土曜 19:30 - 20:00
- テレビ愛媛
- テレビ高知
- 九州朝日放送：水曜 19:00 - 19:30（ - 1976年3月）→ 土曜 19:30 - 20:00（1976年4月 - ）
- 熊本放送：日曜 11:30 - 12:00
- 大分放送：土曜 18:00 - 18:30 （1976年4月10日 - ）
- 宮崎放送：木曜 17:20 - 17:50 （ - 1976年3月）→ 水曜 17:20 - 17:50 （1976年4月 -  ）[215]
- 鹿児島テレビ : 火曜 17:55 - 18:25
- 沖縄テレビ：木曜 18:00 - 18:30[216]

## 劇場版
いずれも東映まんがまつりの一編として公開された。
『秘密戦隊ゴレンジャー 爆弾ハリケーン』
1976年7月18日公開。
- 監督：山田稔 技斗:岡田勝 脚本：上原正三
- 登場怪人：鋼鉄剣竜

### テレビシリーズ再編集版
『秘密戦隊ゴレンジャー』
1975年7月26日公開。第6話の再編集版。
『秘密戦隊ゴレンジャー 青い大要塞』
1975年12月20日公開。第15話の再編集版。一部地域のみの公開。
『秘密戦隊ゴレンジャー 真赤な猛進撃!』
1976年3月20日公開。第36話の再編集版。
『秘密戦隊ゴレンジャー 火の山最後の大噴火』
1976年12月19日公開。第54話の再編集版。『青い大要塞』同様一部地域のみの公開であったため、DVDへの収録が発表されるまでは関連書籍で言及されることは皆無に等しく、幻の作品になっていた。
これらの作品は2003年7月21日発売の『スーパー戦隊THE MOVIE BOX』および、単品では2004年7月21日発売の『スーパー戦隊THE MOVIE VOl.1』に収録されている。2011年11月21日発売の「復刻!東映まんがまつり 1976春」には「真赤な猛進撃!」のみ収録されている。
2020年11月2日、第33回東京国際映画祭ジャパニーズ・アニメーション部門で『真っ赤な猛進撃!』、『爆弾ハリケーン』に加えて『ジャッカー電撃隊VS秘密戦隊ゴレンジャー』を上映。

## エピソード
- 主演の誠直也と宮内洋が写真週刊誌の対談[要文献特定詳細情報]で語ったところによると、ロケ中は、煙草を隠れて吸ったり、立ち小便をしないなど、見学に来た子どもたちのイメージを壊さないように苦労したそうである。そんな苦労を共にしたためか、誠と宮内らのキャストは仲が良く、男性キャストのみで撮影後の飲み会に繰り出すこともしばしばだったという[219]。
- 1998年にインナーブレイン社から発売されたPCソフト『秘密戦隊ゴレンジャーのしくみ』によると、当時撮影で東京から御殿場方面へゴレンジャーの役者が、個々に自家用車で高速道路を移動していたところ、次から次へと速度超過で警察に止められた。バラバラに移動していたが、奇しくも高速で5人揃ってしまったと宮内洋は語っている。
- 2025年4月5日、50周年記念シークレットプレミアイベントが、ゴレンジャー第1話の放送日と同じ4月5日、東京ドームシティ・シアターGロッソで開催され、オリジナルキャスト5人（誠、宮内、伊藤、小牧、だるま）が撮影終了以来約50年ぶり[220]にそろった[221]。

## 映像ソフト化
特記のない限り、いずれも発売元は東映ビデオ。
- VHS（セル・レンタル共通）ソフトは1986年 - 1991年にかけて全20巻が発売された。各巻3話、59話分+劇場版1本を収録。発売当初はあくまでも傑作選の予定だったため、収録順は放送順と一致していない。19巻のジャケットには、『超獣戦隊ライブマン』に登場するジェットファルコンの画像が誤って使用されていた。
- LD-BOXは1998年11月21日 - 1999年5月21日にかけて全3集が発売された[222][223]。初の全話収録でのソフト化である。
- DVDは2003年4月21日 - 8月8日にかけて、全14巻が発売された[217]。各巻6話収録で、1 - 3巻、4 - 6巻、7 - 9巻、10 - 12巻、13・14巻はそれぞれ同時リリースされた。
  - 2008年7月21日発売の『石ノ森章太郎 生誕70周年 DVD-BOX』に第1話が収録されている。
  - 2011年4月発売の『スーパー戦隊 1stエピソードコレクション I』に第1話が収録されているほか、ペイ・パー・ビューで劇場版『爆弾ハリケーン!』が視聴可能。
- Blu-rayは2017年2月8日から10月4日にかけてBOX全5巻が発売された。各巻3枚組・17話[注釈 110]収録[224]。また2021年4月14日発売の『スーパー戦隊一挙見Blu-ray 1975 - 1981』に計8話[注釈 111]が収録されている[225]。

## CS放送・ネット配信
CS放送
- 東映チャンネル
  - 2005年8月 - 2006年5月
  - 2007年9月 - 2008年2月（「アンコールアワー」枠）
  - 2017年3月 - 12月（「スーパー戦隊ワールド」枠、後者はHD放送）
  - 2019年1月 - 10月
- ファミリー劇場
  - 2001年 - 2003年
  - 2010年 - 2011年

ネット配信
- 東映特撮 YouTube Official
  - 2011年8月1日 - 2012年5月20日
  - 2014年10月25日 - 2015年8月15日
  - 2021年1月26日 - 11月16日
- 東映特撮ニコニコおふぃしゃる
  - 2022年10月29日 - 2024年6月1日

## その他の展開
キレンジャーのカレー発売
スーパー戦隊シリーズ30作を記念して、キレンジャーをイメージキャラクターに起用したレトルトカレー『キレンジャーカレー ポーク中辛』が、2006年7月10日に永谷園より数量限定で全国発売された。
『アニメック』の特集
ラポートのアニメ情報誌『アニメック』で連載されていた、池田憲章によるテレビ特撮作品の名作の作品研究特集「日本特撮映画史・SFヒーロー列伝」にて、生誕10周年を迎えた1986年に本作品が特集された。複数回に分けての掲載となったものの、「日本特撮映画史・SFヒーロー列伝」と交互で連載されていた特撮作品の特集「特撮カルチャーセンター」や各種アニメキャラクター特集優先でしばしば中止となり、バリドリーン登場以降の展開に進む前後で何の予告もなく打ち切りとなってしまった。
音盤ソフトの展開
放映当時はコロムビアがシングルレコードや挿入歌を収録したソング集など発売された他、他社を含む特撮やアニメを収録したレコードを発売した。ただし、放送中に劇中音楽を収録した音楽ソフトの発売はなかった。
放送終了後の1996年にBGM集『秘密戦隊ゴレンジャー MUSIC COLLECTION』が発売され、2004年には5000枚限定で再発売された。ただし、当時は「バリドリーンの歌」「ゴレンジャーがやってくる」のインストゥルメンタル版の音源が発見できなかったことや、CD1枚という容量の都合により、多くの未収録曲がある。
2016年5月25日、『秘密戦隊ゴレンジャー オリジナル・サウンドトラック』が発売された。前述の音源が新たに発見されたこともあり、同盤では本作品のために作られたBGM全曲を、2枚組にて収録している。
パチンコ・パチスロ化
パチンコとしては豊丸産業から2005年と2009年に、またタイヨーエレックから2013年に発売。パチスロとしてはSANKYOから2009年にタイアップ機が発売された。
ゲーム化
2000年にバンプレスト（後のバンダイナムコゲームス）から発売されたプレイステーション用の『AZITO3』にゴレンジャーが登場。なおプレイ開始時にアカレンジャーが最初から登場している。
同年発売のドリームキャスト用の『特撮冒険活劇 スーパーヒーロー烈伝』にもゴレンジャーが参戦した。
2001年9月に同じくバンプレストから発売された『スーパー特撮大戦2001』では、ゴレンジャーが参戦した。
2010年3月より、バンダイから稼動開始のデータカードダス『スーパー戦隊バトル ダイスオー』の第1弾にアカレンジャーが参戦。第2弾ではキレンジャーとミドレンジャーが、第3弾でアオレンジャーとモモレンジャーが参戦しゴレンジャー全員が参戦を果たした。
エイプリルフール企画
2010年4月1日、『サイボーグ009』の公式サイトが1日限定で「秘密戦隊ゴレンジャー公式サイト」になり、コンテンツはファンクラブへのリンクを除いてすべてゴレンジャー関連のものに置き換えられた。作品自体の情報は事実に基づくものであり、石ノ森章太郎の手によるイラストが使用されたほか、漫画版の試し読みも可能だった。
復刻堂
2011年2月28日、ダイドードリンコより「復刻堂 秘密炭酸ゴレンジャー」が発売された。
バラエティ番組
『日曜もアメトーーク!』（2017年7月30日放送分）にて、同番組のための新撮映像に野球仮面（声 - 関智一）が登場。芋長の芋羊羹で巨大化し、宇宙戦隊キュウレンジャーとカズレーザーが搭乗したキュウレンオーと戦う。

## シリーズ内の他作品への登場
各作品での詳細はそれぞれのリンク先を参照。
『ジャッカー電撃隊VSゴレンジャー』
本放送終了後に公開された映画で、ゴレンジャーの5人およびバリドリーンが登場。ペギーのみ素顔でも登場。
スーパー戦隊大集合
『未来戦隊タイムレンジャー』第51話として放送された特別総集編。タイムレンジャー5人がタイムジェットで本作品の世界を見に来たという設定で、本作品の映像が流用されている。
『百獣戦隊ガオレンジャーVSスーパー戦隊』
『百獣戦隊ガオレンジャー』放送期間中にリリースされたスーパー戦隊Vシネマ作品。バリドリーンおよび本作品の映像を流用する形で新命、アカレンジャーが登場している（アカの一部カットは新撮）。
『轟轟戦隊ボウケンジャーVSスーパー戦隊』
『轟轟戦隊ボウケンジャー』放送期間中にリリースされたスーパー戦隊Vシネマ作品。劇中のシーンでアカレンジャー、EDにゴレンジャー全員が写真のみで登場している。
『海賊戦隊ゴーカイジャー』
関連する映画も含め、複数のキャラクターが同作品にて登場。
テレビシリーズ：ゴレンジャー全員（1話、アカレンジャーの声は誠直也）、バリブルーン（50話）、海城（最終話）
ゴーカイジャー ゴセイジャー スーパー戦隊199ヒーロー大決戦：ゴレンジャー全員およびバリブルーン、同作品ではそれに加えて黒十字総統の設定を踏まえた「黒十字王」というキャラクターも登場。海城のみ素顔でも登場。またノンクレジットではあるが、アオレンジャーの声を宮内洋が当てている。
海賊戦隊ゴーカイジャー THE MOVIE 空飛ぶ幽霊船：野球仮面（声は永井一郎）、ゾルダー
『仮面ライダー×スーパー戦隊 スーパーヒーロー大戦』
スーパー戦隊シリーズと仮面ライダーシリーズのクロスオーバー作品。ゴレンジャーの5人および野球仮面が登場。
『仮面ライダー×スーパー戦隊×宇宙刑事 スーパーヒーロー大戦Z』
上記2シリーズとメタルヒーローシリーズのクロスオーバー作品。アカレンジャーが登場。
『手裏剣戦隊ニンニンジャー』
シリーズおよび本作品開始40周年を記念し、第7話のラストでアカレンジャーが登場。
『仮面ライダー×スーパー戦隊 超スーパーヒーロー大戦』
スーパー戦隊シリーズと仮面ライダーシリーズのクロスオーバー作品。モモレンジャーが登場。
『機界戦隊ゼンカイジャー THE MOVIE 赤い戦い! オール戦隊大集会!!』
『機界戦隊ゼンカイジャー』の劇場作品。海城剛/アカレンジャーと野球仮面が登場。
『セイバー+ゼンカイジャー スーパーヒーロー戦記』
『機界戦隊ゼンカイジャー』と『仮面ライダーセイバー』の劇場作品。アカレンジャーが登場。
『機界戦隊ゼンカイジャーVSキラメイジャーVSセンパイジャー』
2022年4月29日期間限定劇場上映、同年9月28日にBlu-ray&DVD発売。ゴレンジャーが登場。キレンジャーは2代目となっている。